# Castells
|  | Per a altres significats, vegeu «Castells (desambiguació)». |

Els castells són les torres humanes que es construeixen des de fa més de dos-cents anys (se'n troben referències ja al segle xviii) al Camp de Tarragona i al Penedès, com a resultat de l'expansió de la Muixeranga valenciana. A partir dels anys 80 del segle xx els castells es van anar estenent progressivament per tot Catalunya (incloent-hi la Catalunya del Nord) i les Illes Balears. Són un símbol molt potent de la identitat i la cultura catalana. Des del 16 de novembre de 2010, els castells són Patrimoni Cultural Immaterial de la Humanitat per la UNESCO.
El quasi centenar de colles existents actualment estan formades per diverses persones amb l'objectiu d'aixecar castells de diversa complexitat. Les construccions més habituals tenen les estructures bàsiques d'1 (pilar), dos (torre), tres, quatre i cinc, tot i que ja s'han fet construccions de fins a 10 castellers a cada pis. Pel que fa a l'alçada, un nombre molt petit de colles han arribat a fer castells de deu pisos (d'acord amb la manera de comptar els pisos provinent dels orígens - Ball dels Valencians - quan els dos membres que culminen el castell es posaven totalment drets). A banda de la preparació física i tècnica o l'enorme suport social del fenomen casteller, l'element que es considera més determinant d'aquesta espectacular evolució ha estat la incorporació de les dones en una manifestació popular i festiva reservada, fins fa tres dècades, exclusivament als homes.
Les colles castelleres catalanes compten amb una coordinadora que regula i gestiona la seva activitat: la Coordinadora de Colles Castelleres de Catalunya. Aquesta entitat acull i inclou les colles castelleres que fan castells a partir de sis pisos. Segons cens de la Coordinadora, el 2019 hi havia uns 12.000 castellers practicants.
En els últims anys, el món casteller ha experimentat un salt qualitatiu, amb colles que han assolit construccions que semblaven impossibles fa només unes dècades. Entre els castells més destacats hi ha el 3 de 10 amb folre i manilles, descarregat per primer cop pels Minyons de Terrassa el 1998, o el 2 de 8 sense folre, un dels castells nets més exigents i espectaculars.

## Història

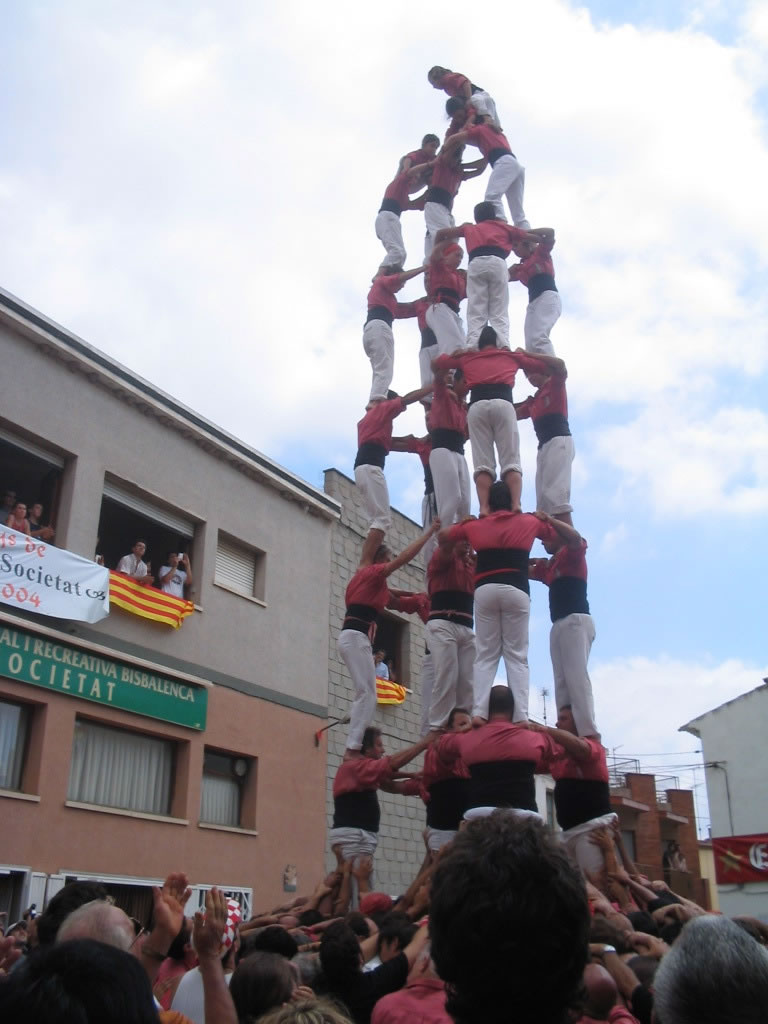
5 de 8 de la Colla Vella dels Xiquets de Valls

### Origen
Hom suposa l'origen dels castells, tal com s'entenen avui dia, en l'antic Ball dels Valencians, un dels que es realitzava en l'entorn de les processons religioses. Aquests balls finalitzaven amb l'aixecament d'una construcció humana, que amb el temps va anar agafant importància i alçada, fins a independitzar-se del ball. N'és una reminiscència la Muixeranga d'Algemesí o la Mojiganga de Titaigües. Al segle xvii la seva popularitat s'estengué fins al sud de Catalunya on eren practicades al Camp de Tarragona i comarques dels voltants a les festivitats patronals de les viles.
Al segle xviii també es feien les moixigangues, balls també amb construccions humanes, impulsades per l'església catòlica per evitar el desenvolupament de les torretes del ball dels Valencians.

### Els inicis
El primer castell ("castell de sis sostres, acompanyat de la dolçaina) és de l'any 1770 a l'Arboç, i esta documentat a les Notes històriques de la parròquia i vila d'Arbós pel mossèn Gaietà Viaplana. Als anys 1790 ja es feia servir la paraula "castell" per diferenciar-lo del Ball de Valencians. El Baró de Maldà, durant la seva estada a Tarragona per les festes de Santa Tecla de 1793, anota al Calaix de Sastre que aquest any no es podran fer "castells o sostres de gent amb un xiquet al capdamunt fent-hi la figuereta" (referint-se a la posició habitual de l'enxaneta aguantant-se sobre un sol peu) per causa de la guerra (la guerra de la Convenció contra els francesos). El 2 de febrer de 1801, per la Candelera, apareixen a Valls uns dels primers pilars, però no està prou documentat quina colla de les dues colles vallenques els portà a terme. Està documentat que s'havien fet un pilar de 3 el 1789 i un de 4 l'any següent a l'Ermita del Remei, a Alcover. Hi ha referències orals de l'any 1805 i referències escrites de 1815 de l'existència de dues colles a Valls: la Colla dels Pagesos i la Colla dels Menestrals. Les dues colles van anar canviant de nom al llarg del temps i actualment hom vol creure que l'actual Colla Vella dels Xiquets de Valls és la continuadora de la dels Pagesos, i la Colla Joves dels Xiquets de Valls la dels Menestrals. La primera, que presumeix d'estar documentada des de 1791, es va erigir com la colla tradicional, mentre que la segona, fundada l'any 1813 pel cap de colla Josep Batet i Llobera, era de tendència lliberal. Per tot aquest valor històric, i especialment pel manteniment d'aquest art a través dels segles, la població de Valls és considerada el "Bressol dels castells".
Històricament, l'activitat castellera ha patit alts i baixos destacats (gairebé cíclics), lligats estretament a períodes de crisi o bonança econòmica, social o bèl·lica. Així doncs, per exemple, la Guerra del Francès (1808-1814) i la Primera Guerra Carlina (1833-1840), van sacsejar fortament l'activitat castellera. En un període de més tranquil·litat (1819) es va alçar el primer castell de vuit.
Ambdues colles no actuaven només a Valls sinó que se solien desplaçar a comarques veïnes contractades per actuar en festes majors o altres celebracions. Els caps de colla administraven els diners rebuts i normalment disposaven de l'ajuda de la població local a l'hora d'alçar les construccions. Aquesta col·laboració va fer que posteriorment apareguessin dues colles més a Tarragona (la Colla dels Pagesos i la Colla dels Pescadors), totes dues amb un bon nombre de castellers vallencs. A Vilafranca del Penedès, la gran afició i admiració pels castells feia que durant moltes dècades es contractessin les colles vallenques fins a tres cops l'any: per la Diada de Sant Fèlix i per les festes de les dues confraries vilafranquines més populars, la del Roser i la de la Muixerra. El nom de les dues confraries va identificar durant dècades les dues colles de Valls.

### Primera època d'or (1851-1889)

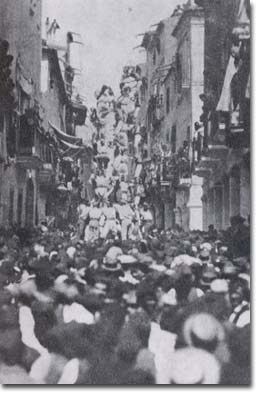
Dos 3 de 9 amb folre simultanis de les colles de Valls a Vilafranca del Penedès (any 1862).

De mica en mica la rivalitat entre les colles de Valls va fer que les seves construccions fossin cada vegada de més dificultat; així el 1835 ja s'havien fet els primers tresos de vuit i el pilar de set, i el 1845 es va intentar el primer 3 de 9 amb folre, tot i que no es va carregar fins un any més tard.
La primera època d'or dels castells no es dona per començada fins al 1851, quan durant les festes de Santa Tecla de Tarragona es descarregà per primera vegada a la història el 3 de 9 amb folre. El 1853, el periodista Joan Mañé i Flaquer publica al Diario de Barcelona una crònica sobre l'actuació castellera per les festes de Torredembarra amb el nom de "Fiesta Popular". En aquest article esmenta que s'hi van fer castells de la magnitud del 3 de 9 amb folre, 4 de 9 amb folre, 2 de 8 amb folre, 5 de 8, 3 de 8 aixecat per sota i fins i tot el pilar de set amb folre caminat. En aquests primer anys hi ha altres referències no gens clares que poden induir a pensar que es va fer el pilar de 7 sense folre, la torre de vuit aixecada per sota, i el 3 de 9 sense folre, però són dades que no s'han pogut contrastar i realment són molt poc fiables.
L'espectacular augment en l'alçada de les construccions va anar modificant la posició dels dos nois que les culminaven, que inicialment es posaven drets (s'aixecaven), tal com encara fan les moixerangues valencianes. A la segona meitat del segle xix, només l'enxaneta es posava dret sobre l'aixecador (n'han quedat alguns testimonis gràfics) fins a normalitzar-se progressivament el que ara anomenem pom de dalt.
Afectada temporalment part de la població catalana pel còlera, es tornen a veure grans construccions per tot el camp de Tarragona i el Penedès. Un altre text escrit pel doctor Ballester anuncia que el 19 d'agost del 1858 una de les colles de Valls fa el pilar de vuit amb folre i manilles a Vallmoll i que cinc dies més tard l'altra colla de la vila l'assoleix a Alió. El 1873 es podria haver fet a Tarragona el 4 de 9 amb folre i l'agulla. Durant tot aquest temps, Vilafranca, Tarragona i Valls, i les seves poblacions properes, formen una mena de triangle on es fan el nombre més gran d'actuacions i les de més nivell.
L'època castellera segueix en augment durant més de 10 anys a ritme imparable. Als anys 1877 i 1878 a Altafulla les dues colles vallenques hi fan el pilar de 8 amb folre i manilles. Un any més tard, el 1879, a Torredembarra la Colla Vella aixeca el 3 de 9 amb folre, 4 de 9 amb folre, 5 de 8, pilar de 7 amb folre i el 3 de 8. Al mateix any per la Festa Major de Valls, van fer el 3 de 9 amb folre, 4 de 9 amb folre, 5 de 8, pilar de 7 amb folre, 2 de 8 amb folre, 9 de 7, i 3 de 8 aixecat per sota. El 1881 hi ha escrits del que podria ser la millor actuació de tots els temps: les dues colles de Valls haurien descarregat a Tarragona la torre de vuit neta, la Nova hauria descarregat el 3 de 9 sense folre i carregat el 4 de 9 sense folre, castell el qual la Vella hauria descarregat. Aquest castell també hauria estat carregat per la Colla Nova el 29 d'agost de 1881 al Catllar.
El 30 d'agost del mateix any 1881, per Sant Fèlix, les colles alcen els 3 i 4 de 9 amb folre, 2 de 8 amb folre, 3 de 8 per sota, 5 de 8 i pilar de set amb folre. I per la diada del Roser la Vella assoleix el 4 de 8 amb agulla i el pilar de vuit amb folre i manilles. Durant les fires de Santa Úrsula celebrades a Valls l'any 1883 es produeix un altre moment històric: les dues colles de Valls intenten el 5 de 9 amb folre, castell que potser ja s'havia intentat vint anys abans però sense èxit. En la primera escomesa la Vella el va carregar, i el de la Nova va quedar en intent. Totes dues van tornar a intentar-ho, però l'enxaneta de la Nova va baixar quan només quedava travessar. Per la seva part la Vella finalment el va assolir, carregat i descarregat, al tercer intent.
Aquesta època esplendorosa dels castells es va acabar a les festes de Santa Tecla de l'any 1889, amb un gran nombre de castells de màxima dificultat de vuit i nou pisos. Amb tot, cal tenir en compte diversos factors importants: en aquells anys només es comptaven com a vàlids els castells descarregats; els carregats molts cops es quedaven com una anècdota que ni es recollia a les notícies, que eren de poca qualitat i sense imatges. Tot plegat fa que les dades de moltes de les actuacions realitzades en aquests temps siguin ben poc fiables.

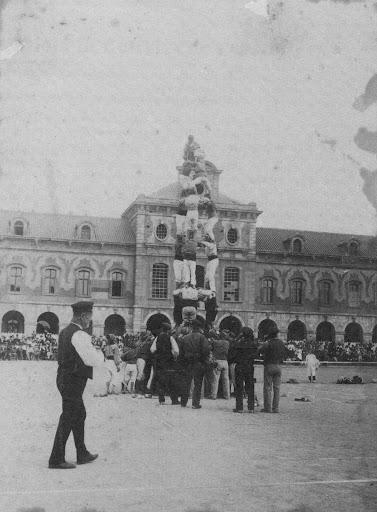
3 de 7 de la Colla Nova dels Xiquets de Valls al Concurs de castells de Barcelona de 1902.

### Decadència (1889-1926)
L'any 1889 l'activitat castellera va iniciar una progressiva davallada. La pràctica dels castells s'havia anat reduint i el nivell de les construccions recularia fins als més baixos de la seva història. El darrer quatre de vuit documentat és del 1908 i als anys 20 els castells de màxima dificultat eren: el quatre i el tres de set. Diversos estudiosos apunten motius com ara l'arribada de la fil·loxera i l'obertura del ferrocarril entre Valls i Barcelona com una de les causes d'aquesta davallada a causa de la migració cap a ciutat. Tot i així hi va haver viles com la de Vilafranca que no van deixar mai de contractar les colles de Valls, una actitud fonamental per a la pervivència dels castells fins als nostres dies. Per aquesta perseverança, la Plaça de la Vila de Vilafranca s'ha guanyat el qualificatiu de "la plaça més castellera". Es podrien citar dos elements que van portar una petita millora en aquesta crisi: la instauració de la Mancomunitat de Catalunya (1917) i la celebració de les festes decennals de Valls el 1921, que no s'aturaria fins al 1926 coincidint amb l'aparició de dues noves colles: Xiquets de Tarragona i Nens del Vendrell.
Tot i que les construccions van perdre alçada en aquesta represa, l'aixecador i enxaneta es van mantenir acotats, tal com s'havia acabat fent a totes les grans construccions de les que es tenia memòria, i que eren les úniques referències disponibles en aquells moments. Les colles castelleres no van tornar a fer posar drets els membres que culminaven les construccions, però, en canvi, es va mantenir la manera de comptar els pisos, donant a l'aixecador i l'enxaneta el valor d'un pis complet.
A Tarragona no hi va haver cap actuació castellera entre el 1913 i el 1921, a excepció de la del 1918 realitzada per un grup de castellers espontanis. Al bienni 1923-1924 van tornar a actuar els Xiquets de Valls i amb motiu d'aquesta diada es van iniciar les converses per crear una nova colla: els Xiquets de Tarragona, que un any més tard va realitzar els primers assajos. Hi ha estudiosos que afirmen que l'estrena oficial va ser aquell mateix 1925 i d'altres que creuen que va ser per Santa Tecla del 1926. En tot cas, la seva primera actuació va finalitzar amb les següents construccions: quatre de sis, tres de sis, torre de cinc i pilar de quatre. El 1926 també va ser l'any del naixement de la colla Nens del Vendrell.

### Renaixença (1926-1981)

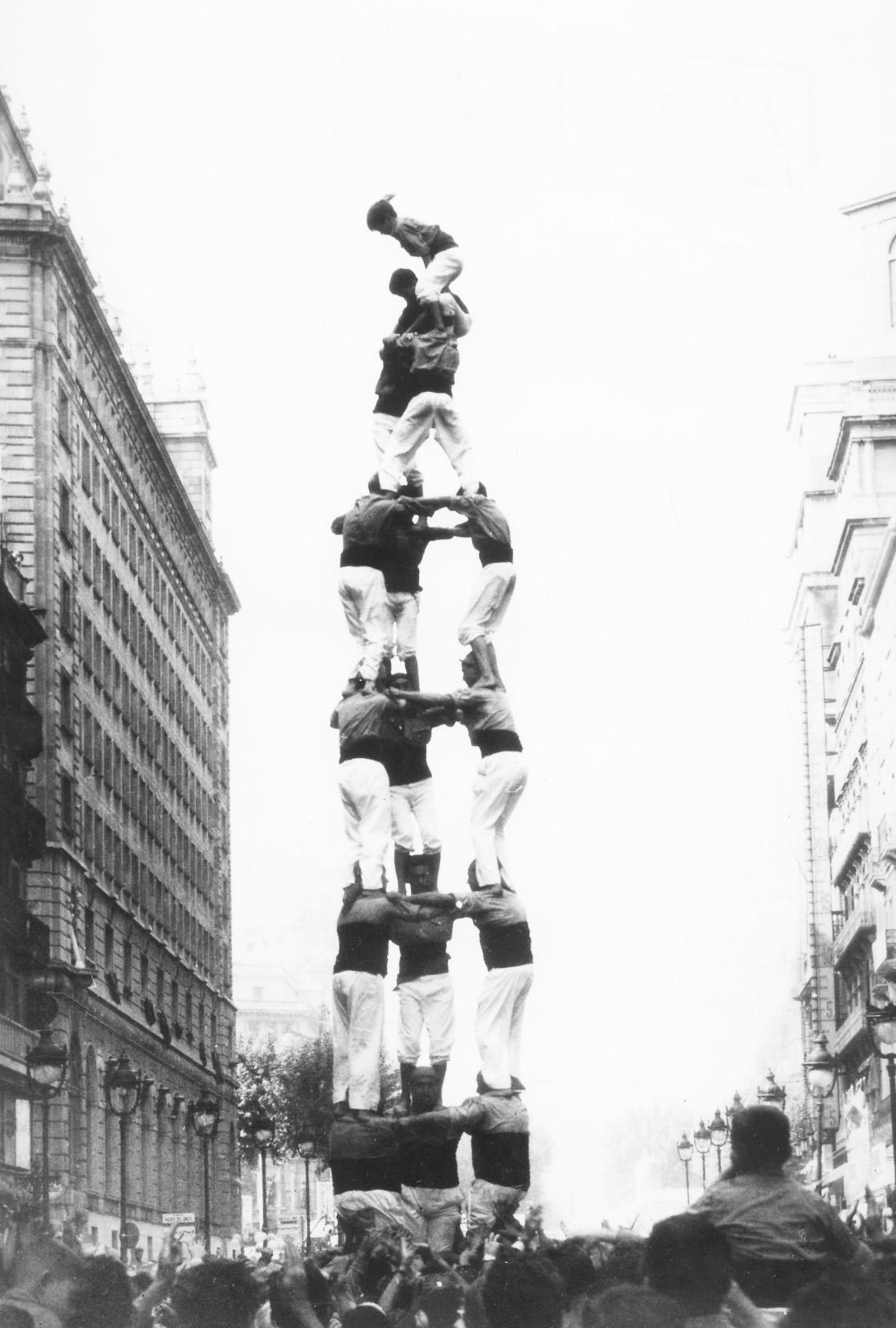
3 de 8 carregat de la Colla Vella dels Xiquets de Valls al II Gran Trofeu Jorba-Preciados el 1966, castell que feia nou anys que no s'intentava

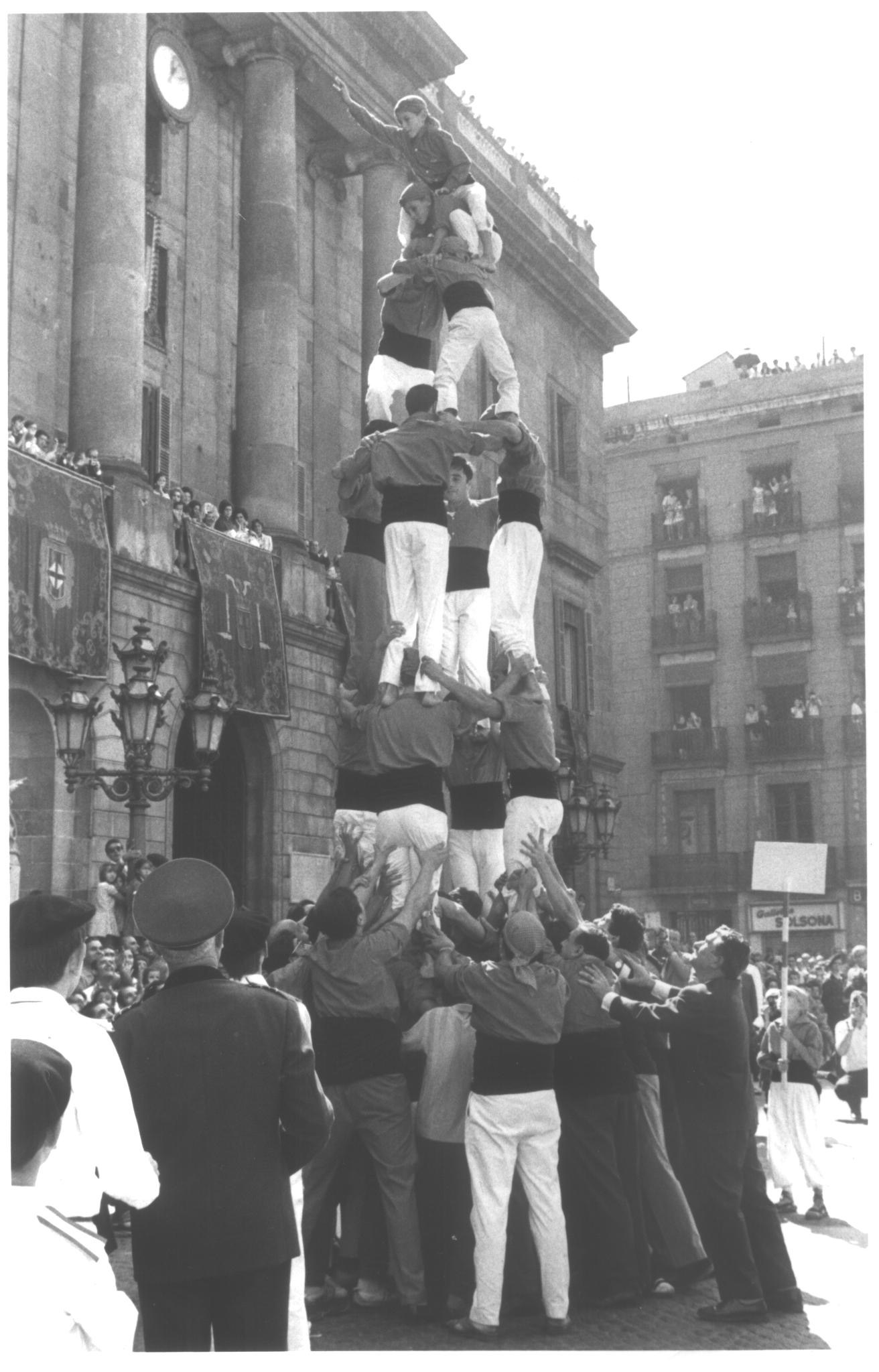
4 de 6 dels Castellers de Barcelona a la Plaça Sant Jaume al 1969

Amb l'aparició de les dues noves colles, i especialment per la del Vendrell, es reanima la rivalitat, fet que propicia un augment de la competitivitat que repercutirà en la qualitat dels castells. L'octubre de 1927 els Nens del Vendrell es divideixen en dues colles, els Caneles i els Mirons, i el 1930 la colla de Tarragona també es parteix en la Nova i la Vella. A la Festa Major del Vendrell de 1932 hi van actuar tres colles locals: Nens, Caneles i Mirons.
El 1929, tant les colles del Vendrell com les de Tarragona havien igualat el nivell de castells de les colles de Valls. A l'any següent el tres i el quatre de set ja formaven part del repertori habitual de les colles de Valls i fins i tot el 4 de 7 amb l'agulla va realitzar-se en un parell d'ocasions aquell mateix any. El 1931, per les Decennals de la Candela es tornava a respirar un gran ambient casteller a Valls i, sobretot, hi havia ganes de superar les altres colles. Tot plegat va fer aparèixer rumors de què la Colla Vella intentaria el quatre de vuit, que no es feia des del 1908, però finalment no es va provar per problemes amb la canalla. Per la seva part la Colla Nova va intentar el cinc de set a l'antiga: amb un sol aixecador i un sol enxaneta. Quan coronen l'estructura del tres, l'enxaneta passa a col·locar-se d'acotxador de la torre i qui havia fet d'acotxador al tres fa d'enxaneta a la torre.
Ja el 1932 a l'Arboç es viu una actuació històrica per part de les dues colles de Valls. La Nova intenta el pilar de 5 aixecat per sota i descarrega el dos de sis i el tres de set aixecat per sota, mentre que la Vella carrega el quatre de vuit i descarrega també el tres de set per sota i el dos de set. L'anterior torre de set era d'inicis de segle, un castell que es va perdre abans que el quatre de vuit. També cal destacar que per aquestes dates les colles van començar a actuar una després de l'altre i no al mateix temps com feien fins aleshores. Aquell mateix any la colla Vella va intentar el pilar de sis i dues vegades més el quatre de vuit però aquest cop sense carregar-lo. Aquest castell no es descarregaria fins a la Diada de Sant Fèlix de 1933 quan la Colla Nova ho va aconseguir després d'haver-ho intentat una dotzena de vegades en el darrer any. Un any més tard, el 1934, a Torredembarra, la mateixa Colla Nova va carregar el primer tres de vuit del segle i va realitzar la que seria la millor actuació fins al 1969: Quatre de vuit, tres de vuit carregat, dos de set, tres de set aixecat per sota i cinc de set. Cal dir que uns dies abans la colla va intentar el pilar de sis per Sant Fèlix però no se sap amb certesa si va ser carregat o va quedar en intent.
La Guerra Civil (1936-1939) va estroncar l'indici de recuperació i van desintegrar-se temporalment totes les colles existents.
Sortosament, però, encara es va poder reprendre el procés i el 1939 es tornen a formar les colles a Valls, Tarragona i el Vendrell. A Valls, per voluntat expressa de les autoritats franquistes, les dues colles apareixen agrupades en una de sola. La fusió va donar pas a l'anomenada Colla dels Xiquets de Valls, popularment coneguda com "La Barreja".
Aquell mateix any i novament a Torredembarra, es va viure el primer quatre de vuit (carregat) de la postguerra, que va aconseguir la colla reunificada dels Xiquets de Valls.
La Colla dels Xiquets de Valls va liderar els anys següents el món casteller, seguits de prop pels Nens del Vendrell, que l'any 1946 descarreguen el seu primer quatre de vuit, castell que ja havien carregat l'any anterior. L'any 1947 els castellers de la Colla Vella es reorganitzaren de forma reeixida i van recobrar de nou la seva activitat castellera, sota el nom de Colla Vella, de forma ininterrompuda fins a l'actualitat. Els castellers que havien format part de la Colla Nova dels Xiquets de Valls, no podent recuperar el seu antic nom, segueixen fent castells anomenant-se La Muixerra.
La Muixerra descarrega el quatre de vuit i el dos de set en la seva primera actuació i rivalitza durant aquells primers anys amb els Nens del Vendrell pel lideratge del món casteller. El 1951 els vendrellencs fan un pas endavant descarregant el primer tres de vuit del segle en la diada de Santa Teresa, castell que La Muixerra carregaria a Valls vuit dies més tard en la diada de Santa Úrsula. L'any 1952 la Colla Vella es consolida carregant aquest mateix castell i se suma al grup de colles capdavanteres.
Després d'uns anys amb alts i baixos i sense novetats destacables, el concurs del Gran Trofeu Jorba-Preciados a Barcelona els anys 1964, 1965 i 1966, va revifar l'interès popular en un moment de màxima rivalitat entre els Nens i la Vella. Tot i que a les tres edicions va guanyar la Colla Vella de Valls, en la darrera edició van saltar espurnes a causa d'un tres de set aixecat per sota en tercera ronda de la Colla Vella. Els Nens van protestar iradament i finalment la Vella va decidir intentar el tres de vuit, un castell que feia 9 anys que no s'intentava i que finalment van aconseguir carregar.
Després d'això els Nens van carregar un any més tard un pilar de sis que va portar molta polèmica però que tornarien a aconseguir un any després.

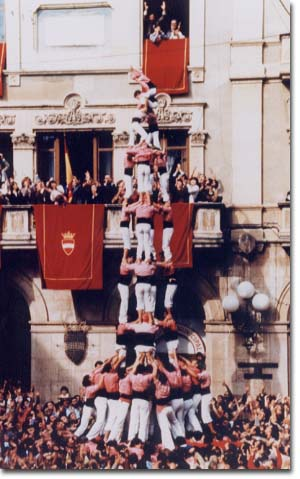
Primer castell de 9 descarregat el. Es tracta del 4 de 9 amb folre que la Colla Vella dels Xiquets de Valls va descarregar la diada de Santa Úrsula de 1981.

Les darreres actuacions del 1969 van aportar actuacions glorioses, poc imaginables anys abans. Fruit de l'estira-i-arronsa, els Nens van descarregar el primer pilar de sis del segle xx. Poques setmanes després, el 12 d'octubre, la Vella carregà el primer cinc de vuit del segle i tres dies més tard els Nens descarregaven el quatre de vuit, tres de vuit i pilar de sis, actuació que no es tornaria a repetir en 27 anys. El 26 d'octubre, la Vella tornà a carregar el cinc de vuit, descarregà el seu primer tres de vuit i intenta la primera torre de vuit amb folre del segle. Finalment el 23 de novembre de 1969 s'assoleix una altra fita històrica quan els Nens descarregaren en pròpia plaça el pilar de set amb folre, la primera construcció amb folre de la centúria.

### Segona època d'or (1981-1993)
Tot i que puntualment les dones havien començat a participar en algunes construccions de castells, fou en els anys vuitanta quan van incorporar-se de forma habitual a les colles castelleres, de la mà de colles com els Bordegassos de Vilanova, nascuts el 1972, o els Minyons de Terrassa, nascuts el 1979, essent aquesta la primera colla on van participar-hi plenament. Des d'aquell moment s'ha viscut com un procés natural, atès que per alçar castells la força no és la principal habilitat requerida, car la tècnica té el paper fonamental i els castellers treballen junts en funció de l'alçada i el pes. La introducció de la dona en els castells és doncs la clau de volta indiscutible que propiciarà el gran creixement i els extraordinaris assoliments del període actual, tot i que l'inici d'aquesta època es pot dir que té el protagonisme de dues colles encara formades exclusivament per homes. El 1981 es van poder veure el primer castell de nou del segle xx, el 4 de 9 amb folre descarregat per la Colla Vella dels Xiquets de Valls i el primer 5 de 8 descarregat del segle a càrrec de la Colla Joves dels Xiquets de Valls, ambdós a la Plaça del Blat de Valls a la jornada castellera de la tradicional Diada de Santa Úrsula.
En els següents anys la Colla Joves dels Xiquets de Valls (1986), els Castellers de Vilafranca (1987), els Minyons de Terrassa (1988) i la Colla Jove Xiquets de Tarragona (1993) també assoliren castells de nou pisos. Els Minyons de Terrassa carregaren al Raval de Montserrat de la seva ciutat, i en el marc de la seva diada de la colla, el primer dos de nou amb folre i manilles de la història, donant inici al que es coneixerà com a Època de platí.

### Època de platí (1993-actualitat)

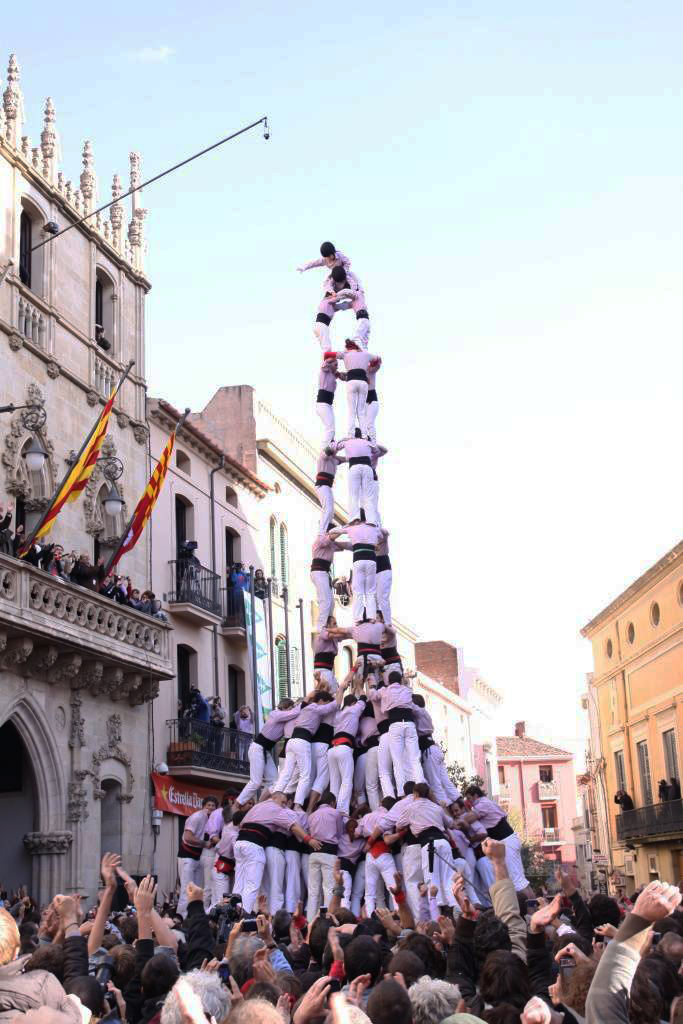
3 de 10 amb folre i manilles carregat pels Minyons de Terrassa (2010)

En aquesta època el fet casteller es caracteritza per l'expansió territorial, l'increment de la popularitat i el ressò als mitjans de comunicació i l'assoliment de noves construccions de gamma extra. Pel que fa a l'expansió territorial, durant la dècada de 1990 sorgeixen moltes colles castelleres a poblacions llunyanes de l'àmbit tradicional, com a Lleida, Mataró, Manresa, Salt, a més d'arribar el fet casteller a la Catalunya Nord i a Mallorca. Després del creixement dels anys noranta, en els primers anys del segle xxi la formació de noves colles és menor i en desapareixen algunes, mantenint-se el nombre de colles castelleres entre 50-60. A partir de 2006, també es produeix una certa exportació dels castells, i a Xile, i posteriorment al Brasil, es formen colles amb la intenció que el jovent de barris marginals s'integri en una activitat que els ensenya a treballar en equip. Actualment, entre les desenes de colles existents, també s'hi ha de comptar la que hi ha a la Xina.
Respecte a la consecució de noves estructures, en aquesta època de platí, a banda que s'assoleixen les que es van aconseguir a la primera època d'or, també es creen nous castells de màxima dificultat.
El 2 de 9 amb folre i manilles, després d'haver-lo carregat els Minyons de Terrassa el 21 de novembre de 1993 i de carregar-lo també la Colla Joves dels Xiquets de Valls l'any 1994, es descarrega per primera vegada en la Diada de Santa Úrsula del 23 d'octubre de 1994 per part de la Colla Vella. A més d'aquest 2 de 9, la Colla Joves també va carregar-lo. El següent castell de l'anomenada "gamma extra" va ser el pilar de 8 amb folre i manilles, carregat per primer cop al segle xx pels Castellers de Vilafranca a la diada de Sant Ramon de 1995 (31 d'agost) a Vilafranca (el descarregarien per primera vegada 2 anys després, el 28 de setembre de 1997 també a Vilafranca).
Durant la dècada dels 90 se succeïren les actuacions històriques, així, per la diada de La Mercè de 1995 (24 de setembre), els Minyons de Terrassa aconseguien carregar a Barcelona un altre dels castells mítics del segle xix, el 5 de 9 amb folre, intentat per primera vegada al segle xx per la colla Jove Xiquets de Tarragona, tot just feia una setmana. La supercatedral va ser descarregada per primer cop l'any següent per la Colla Vella dels Xiquets de Valls el 27 d'octubre de 1996. També durant l'any 1996 es va poder veure un altre castell inèdit, el 4 de 9 amb folre i l'agulla, que van carregar els Castellers de Vilafranca per la diada de Tots Sants (1 de novembre) i que descarregarien un any després a la mateixa diada.
L'any 1998 portà la consecució de dos castells mítics més: el 4 de 9 sense folre i el 3 de 10 amb folre i manilles. El quatre de nou, que suposava un salt tècnic extraordinari en els troncs dels castells, el van descarregar els Minyons de Terrassa durant les Festes de Sant Narcís (25 d'octubre) a Girona. Durant aquell any també es va viure una cursa per a assolir el primer castell de 10 pisos de la història. Després que els Castellers de Vilafranca es plantegessin sense èxit el 4 de 10 amb folre i manilles, els Minyons de Terrassa i els Castellers de Vilafranca començaren a assajar el 3 de 10 amb folre i manilles. El primer intent el realitzaren els Minyons durant la seva festa major (5 de juliol). Després, per Sant Fèlix (30 d'agost) i Tots Sants, els Castellers de Vilafranca realitzaren sengles intents d'aquest mateix castell, que finalment aconseguiren carregar el 15 de novembre a Vilafranca. Una setmana després, els Minyons el descarregarien en el transcurs de la seva diada. Encara durant el segle xx s'aconseguirien dos castells més de gamma extra: el 2 de 8 sense folre, carregat per primer cop pels Castellers de Vilafranca per Tots Sants de 1999 i el 3 de 8 aixecat per sota, descarregat per la Colla Vella dels Xiquets de Valls a Vila-rodona el 7 de novembre de 1999.
Durant els primers anys del segle xxi es manté la dinàmica assolida i els castells de 9 i de gamma extra es realitzen de forma continuada. La Colla Vella dels Xiquets de Valls estrenà el 9 de 8, castell que van descarregar per primer cop el 7 d'octubre de 2001 a la diada del Mercadal a Reus. Aquest castell el tornaren a assolir 2 anys després en la mateixa diada, i en ambdós casos es realitzà amb 3 enxanetes. L'any 2005 es va aconseguir carregar per primer cop el 2 de 9 amb folre, aquest castell, resultat de treure les manilles al 2 de 9 amb folre i manilles, és considerat de dificultat extrema i el van carregar els Castellers de Vilafranca durant la diada de Sant Fèlix. També cal destacar l'assoliment del 3 de 9 amb folre i l'agulla, castell carregat per primer cop l'any 2008 pels Minyons de Terrassa durant la seva diada (16 de novembre) i descarregat l'any següent pels Castellers de Vilafranca a la Diada de Sant Ramon.
En la diada de Tots Sants de 2010 els Castellers de Vilafranca van descarregar el primer 2 de 8 sense folre, 11 anys després d'haver estat els primers a carregar aquesta torre d'enorme dificultat tècnica. En la mateixa diada, els Capgrossos de Mataró esdevenien la cinquena colla en assolir un castell de gamma extra amb el seu primer 2 de 9 amb folre i manilles descarregat. Igualment, l'any següent, el 23 de setembre i durant la diada de Santa Tecla, la colla Jove Xiquets de Tarragona esdevenia la 6a colla en aconseguir la categoria de gamma extra en carregar el seu primer 5 de 9 amb folre, 16 anys després de ser la primera colla a intentar-lo a l'era moderna. El 22 de novembre de 2015 els Minyons de Terrassa van aconseguir carregar i descarregar el 4 de 10, castell que podia considerar-se el sostre fins aquell moment. Però el 2019, per Santa Úrsula, les dues colles de Valls van aconseguir carregar el 3 de 9 net (o sense folre), una construcció que semblava inabastable per la seva enorme dificultat tècnica.
L'any 2020, a causa de la pandèmia de la COVID-19, es van haver de cancel·lar gran part de les actuacions. L'última d'aquell any es va fer el 8 de març, quan els Castellers de Sabadell van descarregar un 4 de 8 a Barberà del Vallès. El carro gros va ser el castell de més envergadura d'aquell any; també descarregat pels Castellers de Barcelona per Santa Eulàlia el 8 de febrer.

## Lema casteller

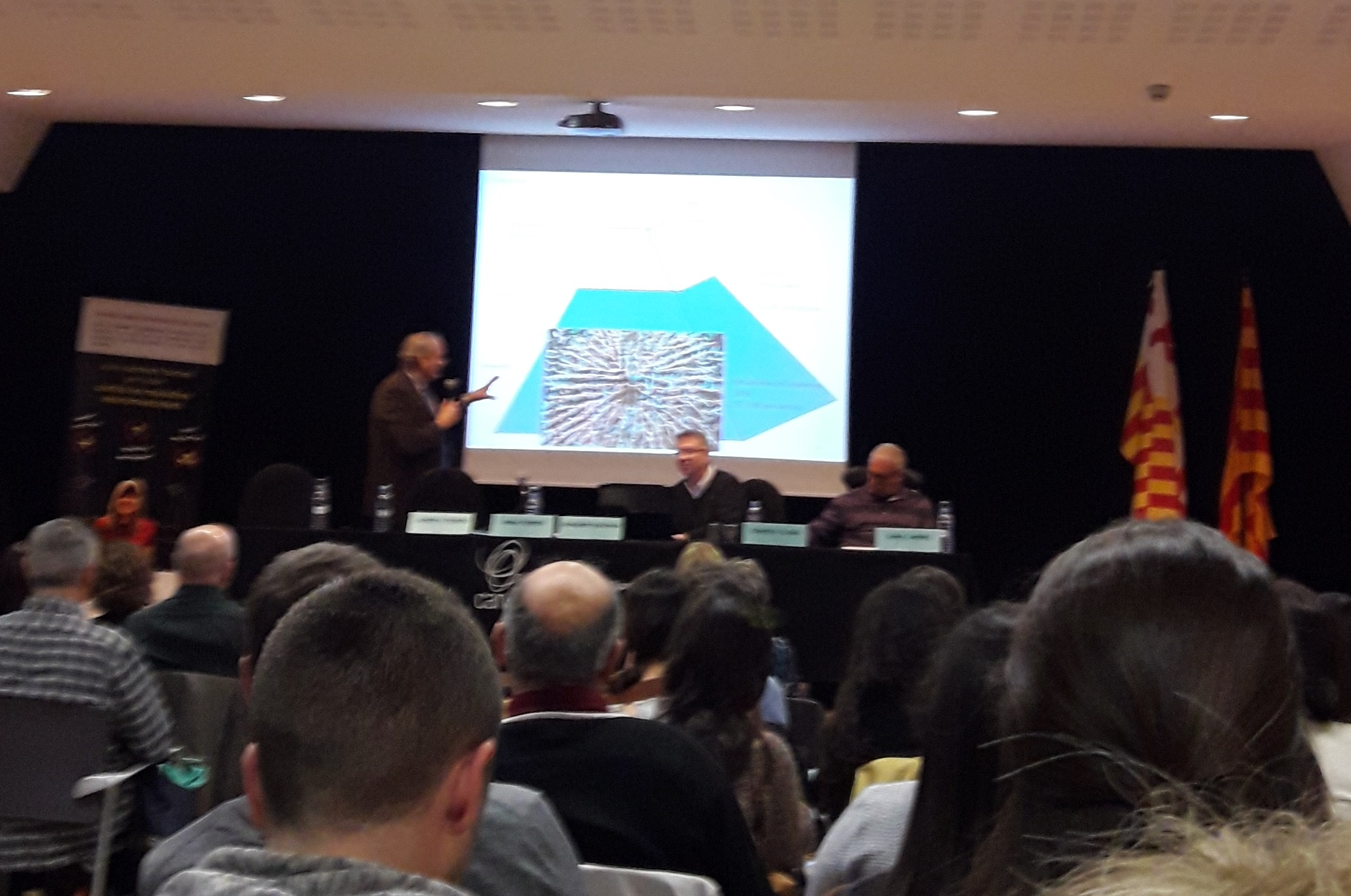
Valors castellers usats en una conferència sobre fisioteràpia i assistència domiciliària

Els castellers tenen un lema, sorgit d'un vers de l'obra Els Xiquets de Valls de Josep Anselm Clavé: "Força, Equilibri, Valor i Seny". Aquest resumeix les característiques d'un casteller:
- Força: Són persones que antigament acostumaven a ser corpulentes. L'origen dels castells rau en una època en què el poble estava acostumat a feines molt dures. En aquells temps els castellers eren persones acostumades a fer grans esforços en el seu dia a dia. Tot i que sempre és aconsellable un bon estat físic, actualment es valora molt més la tècnica que la força.
- Equilibri: El fet d'estar una persona sobre l'altra i, en la majoria de castells, a més amb altres persones en el mateix pis, implica un sentit de l'equilibri i la confiança en els altres molt fort. De totes maneres el més important és tractar de ser equilibrats en tots els sentits.
- Valor: Una característica de tots els castellers, especialment dels que pugen al castell, sobretot la canalla, però també dels que aguanten la construcció des del seu peu.
- Seny: Tant a l'hora de planificar un castell, com a l'hora d'assajar-lo i tirar-lo a plaça, es necessita que tothom tingui seny, ja que de l'esforç i concentració de tots depèn l'èxit del castell.

Tot i que el lema casteller es fonamenta tradicionalment en aquests quatre mots, n'hi ha molts d'altres igual, tant o més importants, necessaris per a la bona execució de la pràctica castellera: constància, treball, esforç, regularitat, confiança, compenetració, germanor, sort, etc.

## Vestuari

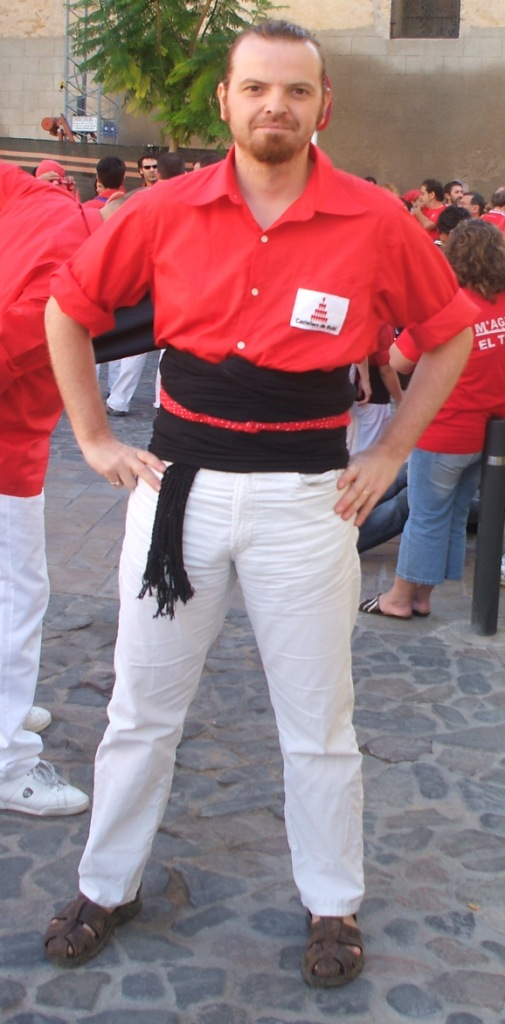
Vestuari del casteller: Camisa de la colla, pantaló blanc, faixa i mocador

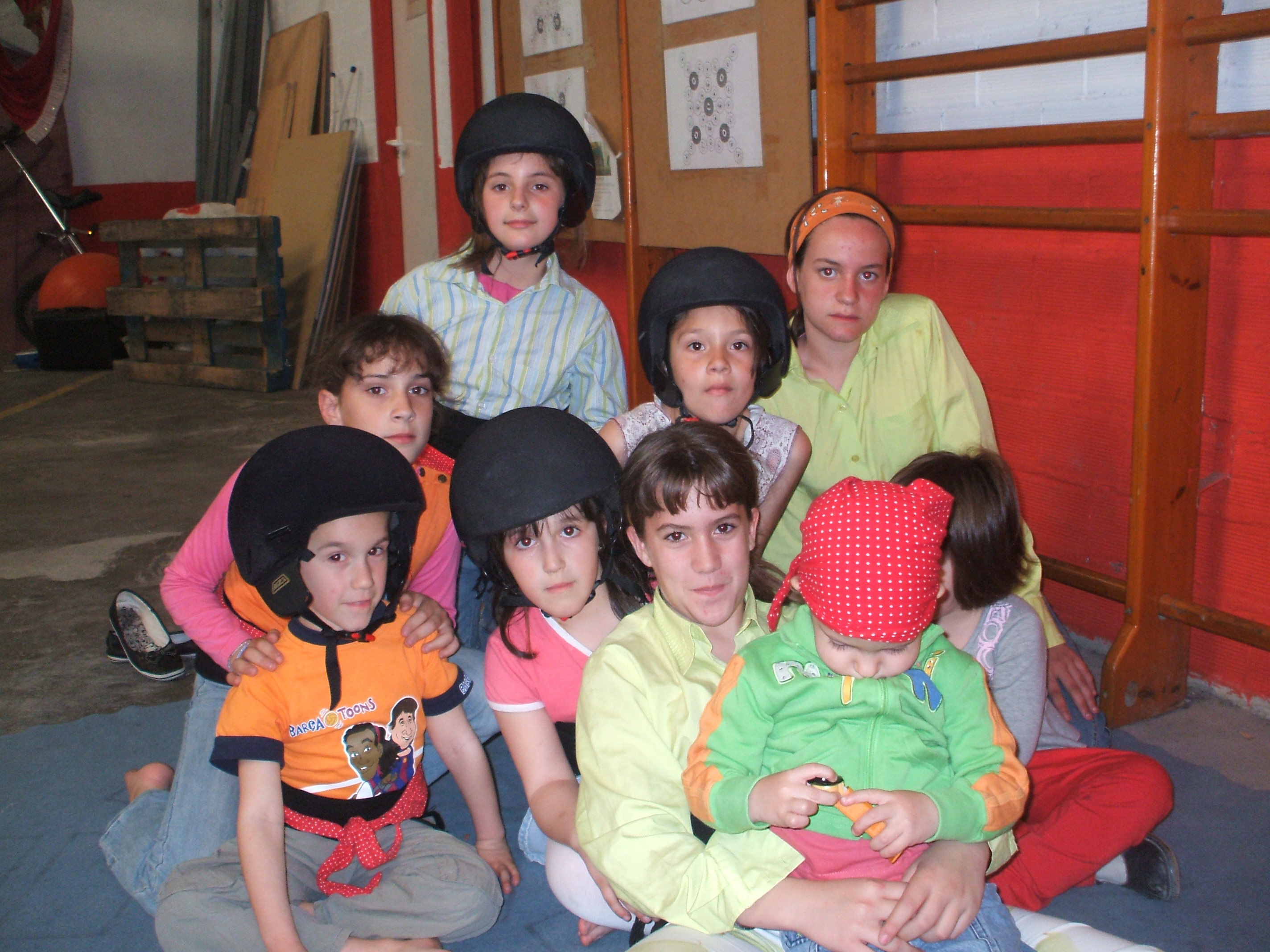
Canalla dels Castellers de Rubí duent casc

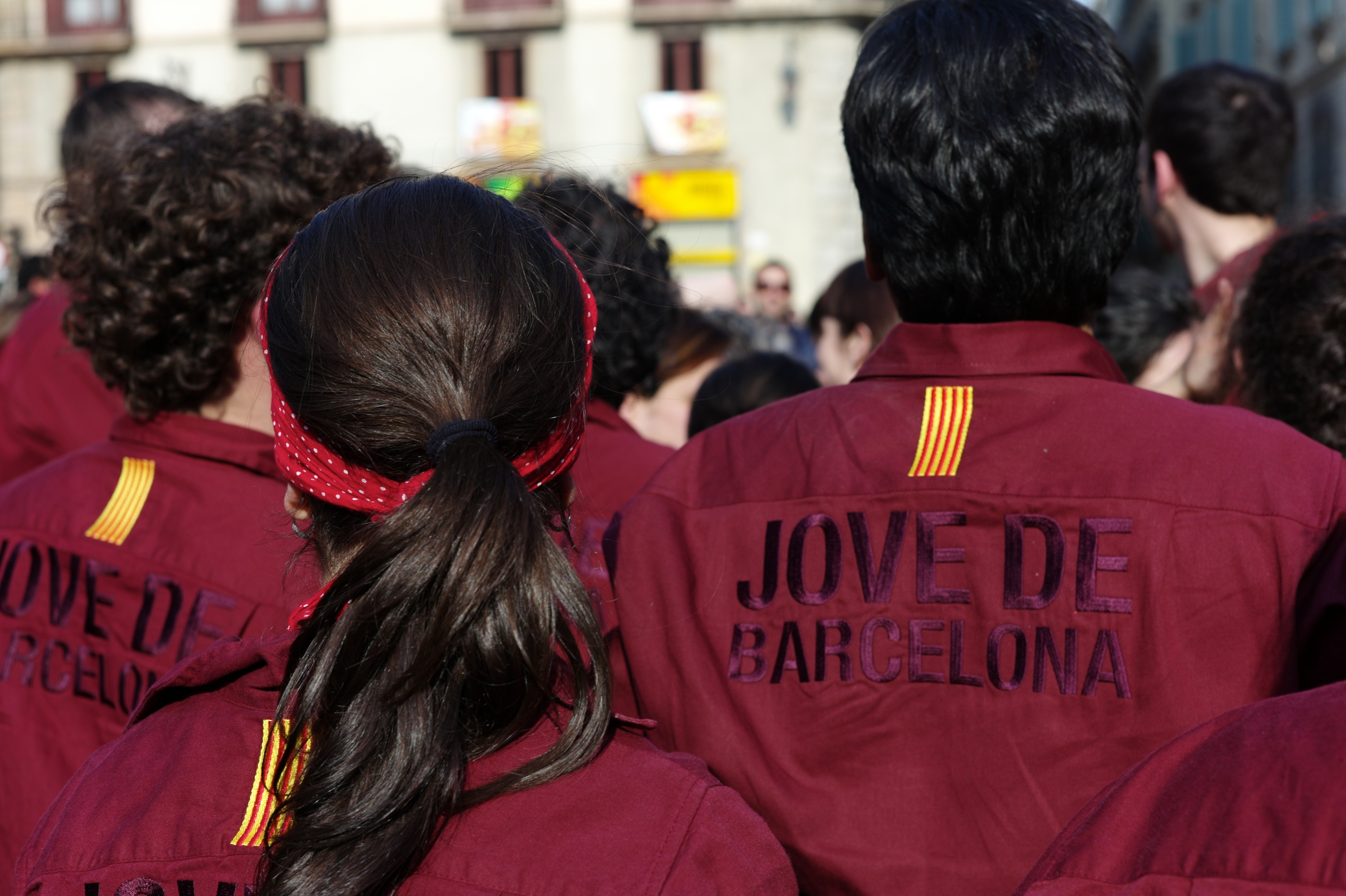
Camisa de la Colla Jove de Barcelona amb el nom escrit a l'esquena

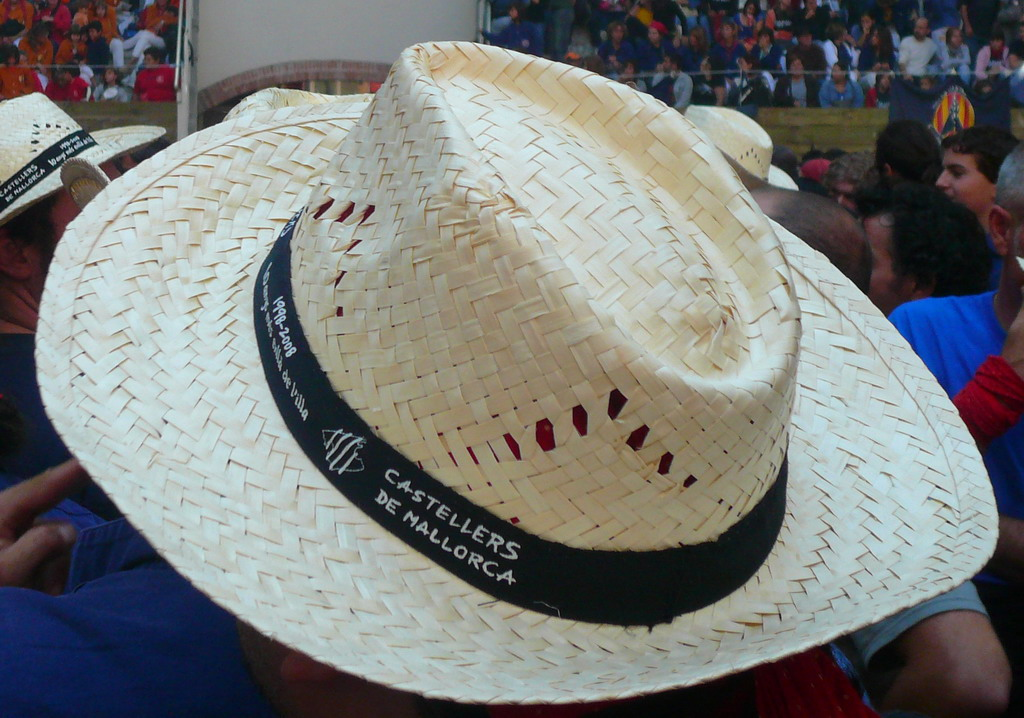
Segons la imaginació i les possibilitats de cada colla, la indumentària castellera pot enriquir-se amb complements originals com aquests barrets de palla dels Castellers de Mallorca.

La vestimenta actual del casteller és una indumentària tradicional: camisa de color amb escut de la colla, pantaló blanc, faixa i mocador. El primer cop que es va fer castells amb un uniforme amb camises del mateix color i pantalons blancs fou en una actuació de la Colla Vella dels Xiquets de Valls a l'Exposició Internacional de Barcelona de 1929, i la innovació es va estendre ràpidament però no sense polèmica.
La canalla (habitualment dosos, aixecador i enxaneta) duen casc al cap per seguretat. Es recomana no dur rellotge, ulleres, o altres accessoris que puguin ser perillosos en el contacte amb altres castellers.
- Camisa: De màniga llarga i del color característic que distingeix cada colla castellera. Normalment incorpora amb l'escut de la formació cosit al pit sobre la butxaca. L'única colla que no llueix escut són els Bordegassos de Vilanova. Fa unes dècades alguna colla va portar el nom de la colla o la ciutat escrit a l'esquena.[29] Aquest costum s'abandonà fins que fou recuperat per la Colla Jove de Barcelona. La camisa du coll de camisa que els castellers dels pisos baixos del tronc solen mossegar per tal de no quedar arrugat sota el peu del casteller del damunt. A l'estiu, és habitual veure les camises arremangades, i a principi i final de temporada, si la camisa no és suficient per resguardar del fred, hom usa samarreta per sota.

- Pantaló: El pantaló que vesteixen els castellers és de color blanc, i prou resistent per aguantar l'estrebada d'una persona pujant sense trencar-se, car hom s'agafa del pantaló en un dels moviments de pujada, i de cintura alta i estreta o ben afermada per evitar que llisqui durant el pas dels castellers i provocar caigudes o deixar a la vista la roba interior.

- Faixa: Preferiblement negra, i de llargada i amplada variables, s'enrotlla[30] al voltant del cos a l'alçada dels ronyons i té una doble funció: protegir la zona lumbar dels esforços que rep per les càrregues i els moviments de l'estructura, i serveix com un dels punts de suport perquè els castellers puguin fer les maniobres de pujada i baixada del castell.

- Calçat: Els castellers que estan al tronc, folre i manilles van descalços, però els membres que componen la pinya naturalment van calçats.

- Mocador: Molt llarg, de forma triangular i de color vermell amb punts blancs per a totes les colles. Originalment servia per cobrir-se el cap[29] però amb el temps ha anat adoptant d'altres funcions, a més de l'original i la purament ornamental. A la pinya, es pot dur lligat al cap per protegir els cabells de les trepitjades i estrebades de la gent que puja o per evitar que els cabells molestin a la cara a la persona que ve al darrere, o bé lligat als canells serveix per donar un punt de suport a les mans que acompanyen l'apuntalament del tronc. En algunes colles els castellers del tronc se'l lliguen a la cama dreta, per sobre del genoll per donar un punt de suport a la pujada dels castellers dels pisos superiors i, en qualsevol posició, lligat a la cintura assegura que la faixa no es desenrotlli. La variant més usual en la decoració del mocador és la de dur-hi brodat l'escut de la colla, però també es veuen mocadors commemoratius de diades o actes assenyalats amb diferents missatges estampats. Una altra variant actualment caiguda en desús és la de portar el mocador ribetejat amb la senyera.[29] No és normal veure mocadors castellers que no siguin vermells, l'excepció són els Castellers de Sant Feliu, que per destacar millor del color rosa de la seva camisa els porten negres amb punts blancs.

- Casc: La canalla dels poms de dalt du casc per seguretat, tant en assaig com en plaça. El casc casteller es va generalitzar després d'alguns anys de desenvolupament en què algunes colles havien començat a adoptar-lo. Durant la temporada 2006-07 ja va demostrar la seva efectivitat a l'hora d'evitar possibles lesions craneoencefàliques[31] a les caigudes, per acotxador i enxaneta. També va demostrar el seu èxit pels dosos, cosa que va acabar servint per a aprovar-ne l'obligatorietat el 2012 a totes les posicions del pom de dalt de colles convencionals, i el 2014 fent-lo extensiu a les colles universitàries.[32] El casc, de poliestirè expandit és dissenyat i fabricat per la marca NZI, amb un pes de 230 grams i dimensions de 24 cm × 21 cm × 18 cm.

## Parts del castell
Un castell està format per diferents parts, que tenen diferents funcions i maneres de construir-se:

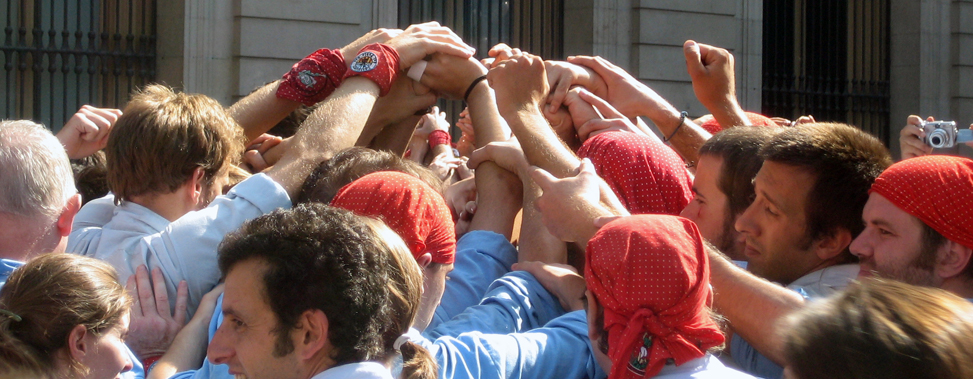
Pinya de castell

- Pinya : és la base del castell. És on es troba el gruix de persones, que donen suport al castell. Els castellers que formen la pinya ho poden fer de: baix, contrafort, primera mà, segona mà (i successives), lateral, vent, agulla, crossa, o formar part dels diferents cordons concèntrics de reforç i protecció, que tenen la doble funció d'estintolar el tronc i de fer de coixí humà per esmorteir els impactes en cas de caiguda. El darrer cordó de la pinya fa pressió amb els braços estirats i vigila el desenvolupament del castell.

- Tronc : és la part visible del castell, formada pels pisos compresos des dels baixos fins al pis immediatament anterior al de dosos. Determina el grau de dificultat del castell, pel nombre de persones implicades, segons la quantitat i l'alçada de les rengles (cada una de les columnes del castell) del tronc.[33] El tronc està format pels baixos, els segons (el primer pis visible en castells sense folres), els terços, a sobre dels segons i successius.

- Pom de dalt: Són els tres darrers pisos del castell i sempre tenen la mateixa composició, independentment del castell: de baix a dalt, els dosos, format per dues persones, l'acotxador (normalment el més petit del castell, que està amb un peu a cada dos, i acotxat agafat als braços dels dosos), i per acabar l'enxaneta (que trepitja als dosos i passa per sobre de l'acotxador, que li fa de subjecció, i quan aquest fa l'aleta, és quan el castell està carregat).

- Folre : se situa a sobre de la pinya, que en aquest cas es diu soca, i té gairebé la mateixa forma que una pinya de castell sense folre. S'utilitza per a subjectar als terços i ajudar els segons en castells de més dificultat. Per exemple: el 3 de 9 amb folre.

- Manilles: són els castellers situats sobre el folre, al nivell dels terços, i que ajuden a subjectar als quarts. Se sol utilitzar en els pilars de 8 (vegeu pilar de 8 amb folre i manilles), les torres de 9 (vegeu 2 de 9 amb folre i manilles), o en els castells de 10 (vegeu 3 de 10 amb folre i manilles).

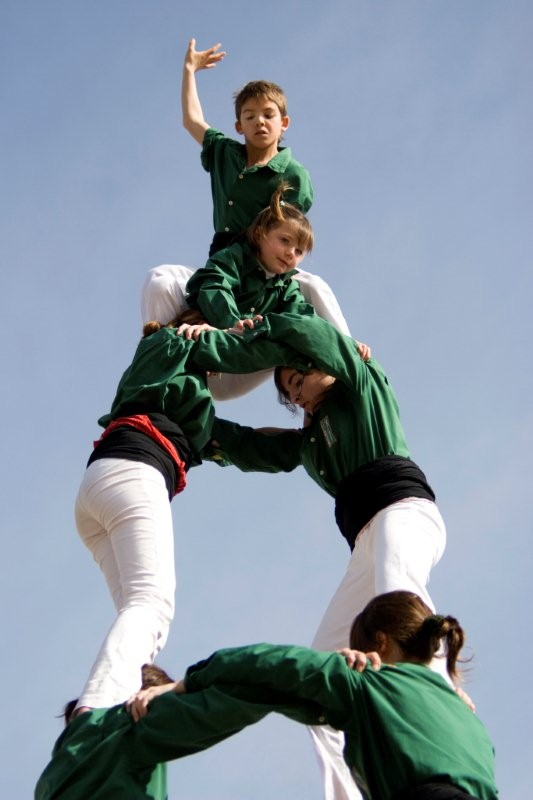
Pom de dalt dels Al·lots de Llevant. Aquesta imatge pertany a l'època en què encara no s'havia introduït el casc casteller entre els més petits (abans del 2006).

- Pom de dalt dels Al·lots de Llevant. Aquesta imatge pertany a l'època en què encara no s'havia introduït el casc casteller entre els més petits (abans del 2006).Puntals: són els castellers situats sobre les manilles, al nivell de quarts (vegeu el pilar de 9 amb folre, manilles i puntals).
- Músics: són els castellers situats fora de la pinya i són els encarregats, mitjançant el toc tradicional, de marcar l'inici de l'intent, així com de marcar quan el castell s'ha coronat i ha finalitzat. Està comport pels grallers i tabalers.

Per construir un castell, els baixos -un per cada rengle del castell- s'han d'agafar pels braços i s'ha de comprovar que el castell estigui ben quadrat, aleshores els contraforts, per evitar la deformació de l'estructura, s'agafen al seu darrere i les agulles entren a l'interior del cercle que marquen els baixos amb els braços en l'aire encarats amb els baixos. A continuació les crosses es col·loquen suportant les aixelles de cada baix, les primeres mans rere el contrafort, les mans laterals als costats de les primeres mans, i finalment els vents es col·loquen entre els laterals, per a continuació entrar els diferents cordons de la pinya.
Quan la pinya està muntada, els segons hi pugen a sobre, cadascun sobre el seu baix corresponent, i s'agafen pels braços, mentre que la pinya els ancora fixant natges i cuixes. Un cop comprovat que el castell segueix quadrat i és estable, pugen els terços, que s'agafen i fan l'última comprovació de deformació. La pressió de la pinya ha d'anar augmentant gradualment a mesura que es carrega pes al tronc. Si el castell està bé, es dona l'ordre de pujar quarts i sonen les gralles.

## Preparació i accidentalitat

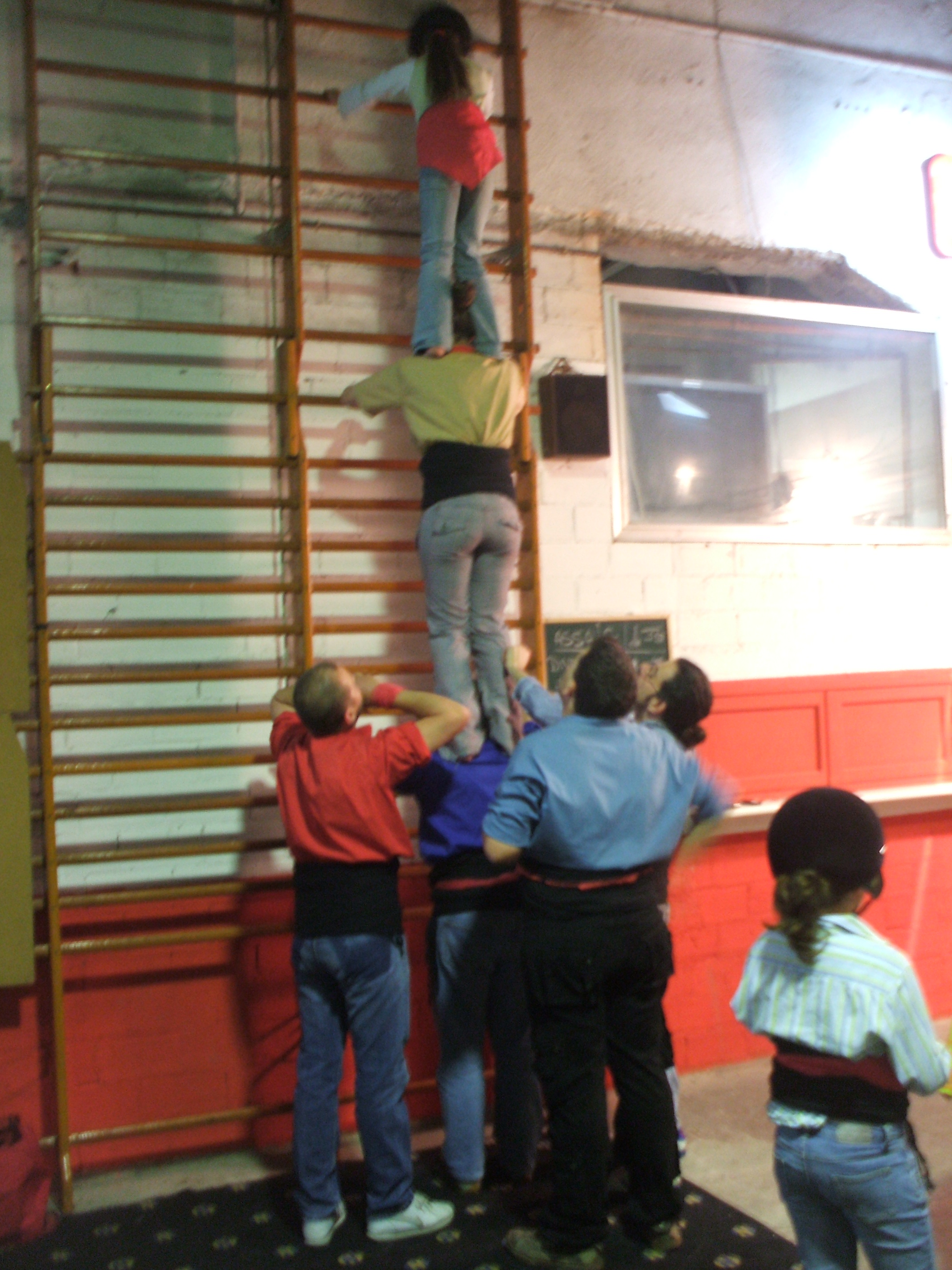
Assaig de rengla

Els castellers assagen per poder realitzar les millors construccions. Habitualment els castells s'assagen per trams: muntatge de pinya, tronc, pom de dalt, canalla, o combinacions parcials de trams per agafar pràctica i confiança, i per provar els llocs per les persones que en cada actuació poden assistir, car als assaigs no tota la colla es pot reunir.
Els assaigs es realitzen habitualment a cobert i les colles disposen de mitjans que permeten practicar amb un risc reduït de prendre mal sense que calgui la presència de tota l'estructura del castell per practicar i, per tant, es redueix el risc de lesions a plaça. Els mitjans habituals consisteixen en assaigs amb barra dreta i espatlleres, per tenir elements de suport addicional, i xarxes amb forats en què caben els castellers.
Abans i després de cada assaig és prudent una sessió d'escalfament i estiraments per preparar els músculs i evitar lesions per l'esforç.
Només es coneixen quatre accidents mortals: el primer a la Masó al Segle XIX, el segon d'un acotxador dels Nois de la Torre a Barberà del Vallès el 1983, el tercer a Mataró el 2006, fet que va impulsar l'ús del casc entre la canalla, i el quart fou un membre dels Minyons de l'Arboç, el 15 setembre del 2011, que va rebre un fort cop a la segona vèrtebra cervical arran d'una caiguda d'un 2 de 7 dels Castellers d'Esplugues a Montblanc.

### Estudi de sinistralitat infantil
Segons un estudi realitzat entre el 1993-1996, les dades de sinistralitat infantil en la pràctica castellera comparades amb altres activitats són les que apareixen a continuació.

Altres estudis han arribat a resultats similars.
|                                            | Castells | Futbol   | Bàsquet | Handbol | Escola |
| ------------------------------------------ | -------- | -------- | ------- | ------- | ------ |
| Lesions per cada 100.000 hores d'activitat | 44       | 50 — 560 | 300     | 410     | 650    |

|                                                   | Castells | Pati escola | Escola | Accidents en general | Educació Física |
| ------------------------------------------------- | -------- | ----------- | ------ | -------------------- | --------------- |
| Lesions per cada 1.000 practicants de l'activitat | 97       | 1,4         | 28,5   | 64,4                 | 117             |

|                              | Castells   | Futbol | Karate | Handbol | Escola |
| ---------------------------- | ---------- | ------ | ------ | ------- | ------ |
| Percentatge de lesions greus | 8,5 — 17,2 | 11     | 26     | 32      | 32     |

### Altres dades
Font:
- L'any 1996 el percentatge de castells que no van caure va ser del 92,81%
- L'any 2005 el percentatge de castells que no van caure va ser del 96,30%
- Segons un estudi del CAR realitzat el 2005, la capacitat d'absorció de la pinya de l'energia produïda per una caiguda oscil·la entre un 40 i 60%.

## Denominació dels castells i dificultat

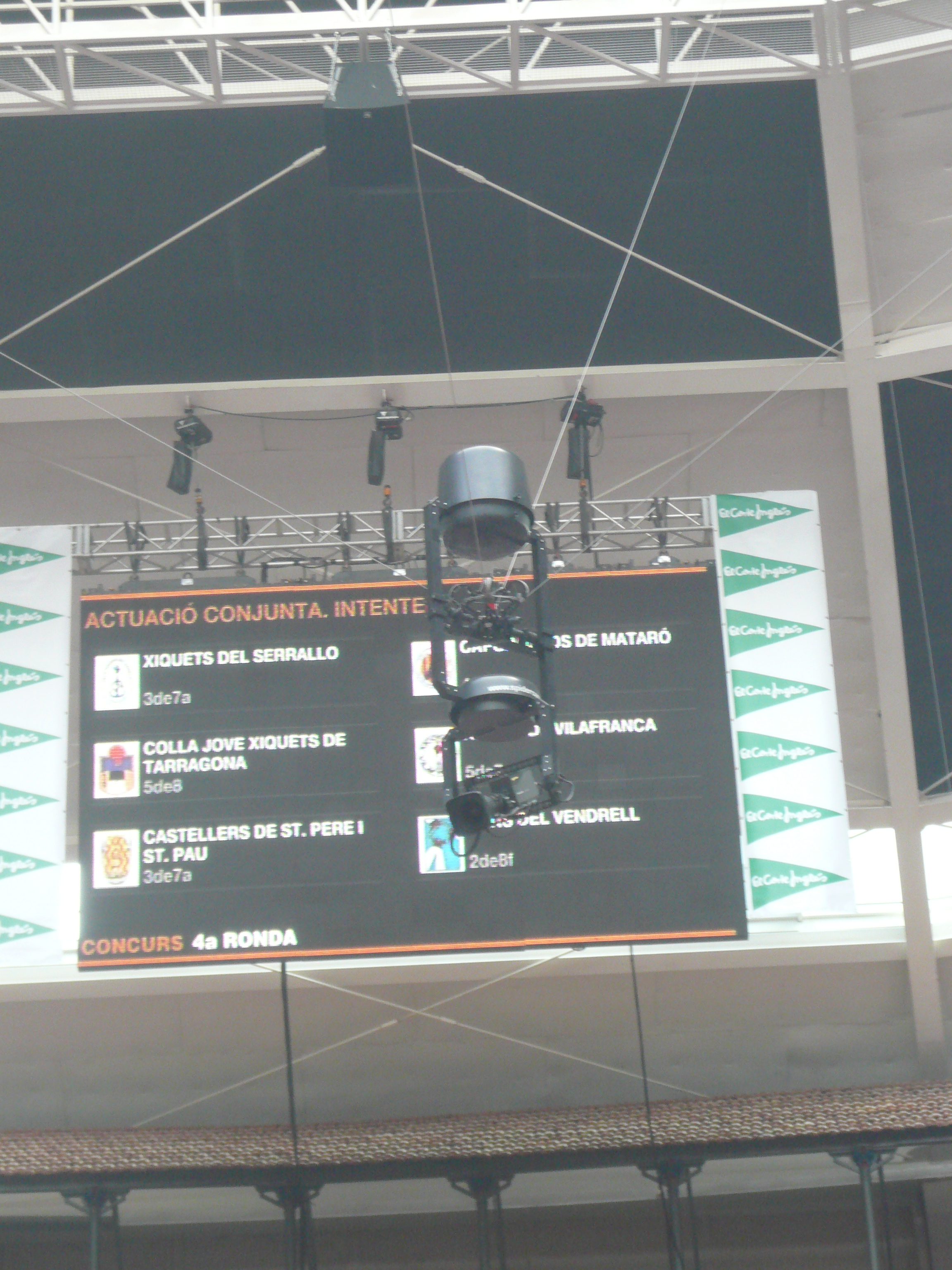
Castells a la quarta ronda del concurs de castells de Tarragona l'any 2010

La denominació de cada castell ve donada per la seva alçada (mesurada en pisos de diferent mida entre ells) i per la quantitat de persones per pis. El primer nombre indica les rengles (pilars) que componen cada nivell del tronc, i el segon nombre, el total de pisos. Així, un tres de sis té un tronc format per 3 persones a cada pis (a excepció dels tres darrers) i una alçada de 6 pisos (incloent-hi el pis ocult per la pinya, anomenat baixos).
Això varia en el cas dels castells amb l'agulla (també anomenats castells amb el pilar al mig), ja que en aquest cas el primer nombre és la quantitat de rengles exteriors, és a dir, sense comptar el pilar, i el segon número, el de pisos; finalment, per assenyalar la presència del pilar al mig se'n diu que és "amb l'agulla" o "amb el pilar". Per tant, un 4 de 8 amb l'agulla consta de 4 persones i 8 pisos, a més d'un pilar de sis al mig.
Hi ha un tipus de castells que no tenen la mateixa elaboració que la majoria. En aquests casos, les estructures duen el prefix aixecat per sota o per baix, i això vol dir que són construïts a mesura que l'estructura sencera, en bloc, va pujant amunt, tot vorejant l'espectacularitat. El tres de set aixecat per sota n'és un exemple.
Quan el castell té dues rengles, que s'agafen entre si, aquesta estructura pot ser anomenada torre: la torre de set és l'equivalent al dos de set. Mentre que si disposa d'una sola rengla, el castell no serà considerat com a tal, si no que es tractarà d'un pilar (o espadat): per exemple, el pilar de 6 no pot ser anomenat un u de sis. Els pilars, que també es poden dur a terme en qualsevol de les rondes d'una diada, apareixen sovint al final de cada representació, i actuen com a pilars de mèrit (els oficials) o de comiat (extraoficials i més petits). També hi ha els pilars de salutació i de dol (normalment, un pilar de 4), o el vano de pilars, un conjunt de pilars on el nom ve determinat per l'espadat més alt. Així, el vano de sis està format per un pilar de sis al centre, flanquejat per dos pilars de cinc que, al seu torn, són flanquejats per dos pilars de quatre.
També s'especifica la presència de reforços per al tronc com ho són el folre, les manilles o els puntals (o ajuts); anomenant-se al final del nom precedits de la preposició "amb"; com el pilar de 8 amb folre i manilles.

### Popularització

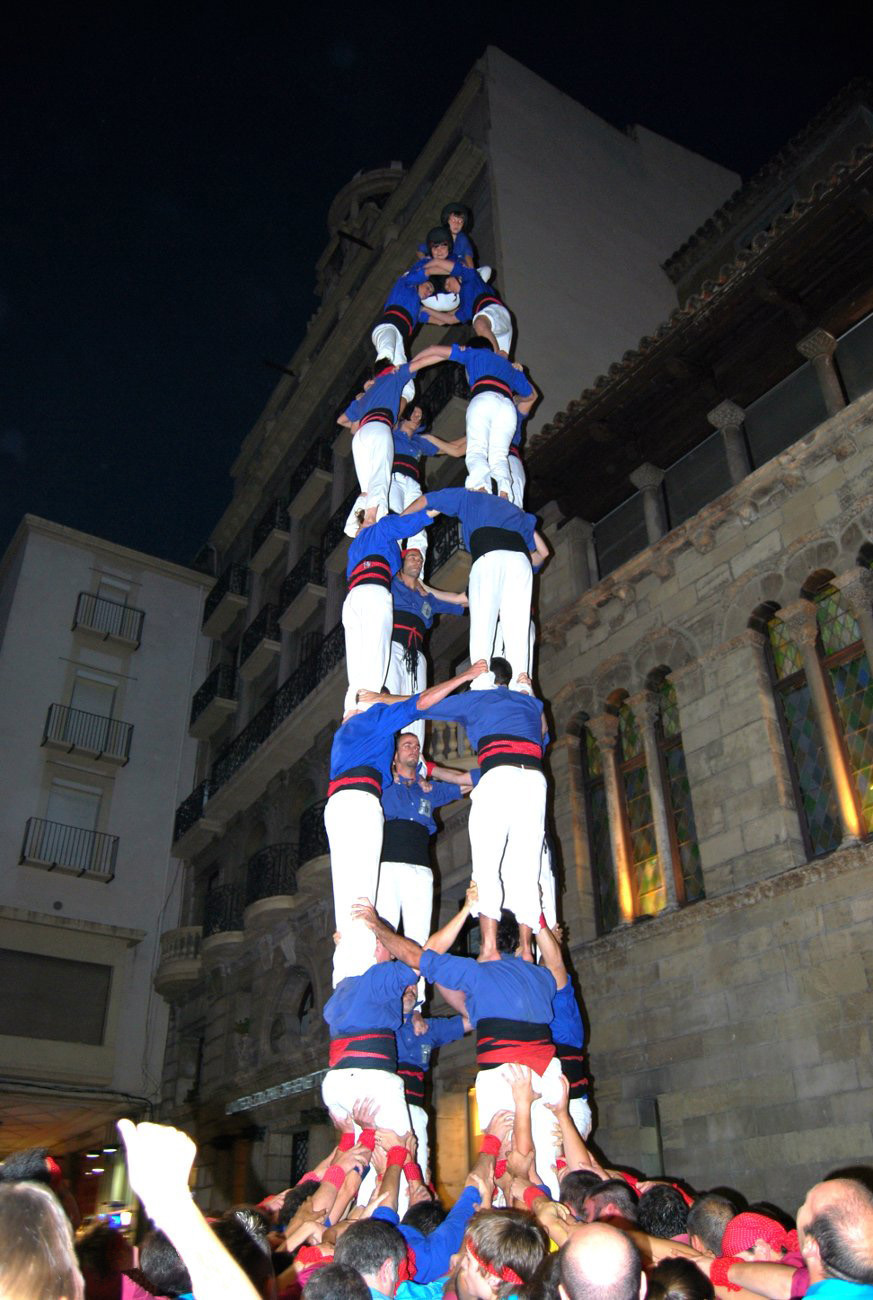
4 de 8 dels Castellers de la Vila de Gràcia a Lleida (24-10-2009)

Tanmateix, i a conseqüència de la riquesa del lèxic casteller, es troba l'existència de certs noms concrets per a determinats castells, popularitzats en molts casos pels mitjans de comunicació i per les mateixes colles, amb la finalitat de fer-se entendre més fàcilment. A continuació hi ha una llista de les estructures que gaudeixen d'un sobrenom, i el seu origen en cada cas: 
- 2 de 7: La Pubilla dels castells. Aquest sobrenom li donà Emili Miró i ve a definir la seva tècnica especial respecte els castells que l'acompanyen en una teòrica dificultat similar.
- 4 de 8: el Carro gros. Quan aquesta estructura era el sostre del món casteller, portar-lo a les places representava haver de moure una gran quantitat de persones, raó per la qual es veia en poques ocasions; només quan es volia demostrar el potencial de la colla.
- 3 de 8: el Pare dels castells. Durant molts anys aquest castell només va estar a l'abast de les grans colles. La seva dificultat especial respecte el nivell dels castells inferiors li han valgut aquest sobrenom.[41]
- 5 de 8: la Catedral. Gràcies a la seva majestuositat i grandesa, aquest castell ha estat sovint considerat com la Catedral dels castells.
- 5 de 9 amb folre: la Supercatedral. En contraposició i comparació al 5 de 8, la Catedral.
- 4 de 9 sense folre: el castell Total. Es considera aquesta estructura una de les més difícils de totes les intentades fins al moment, ja que requereix una gran quantitat de castellers forts, molt d'equilibri, força mental, qualitat tècnica, un important coneixement i grans capacitats castelleres.

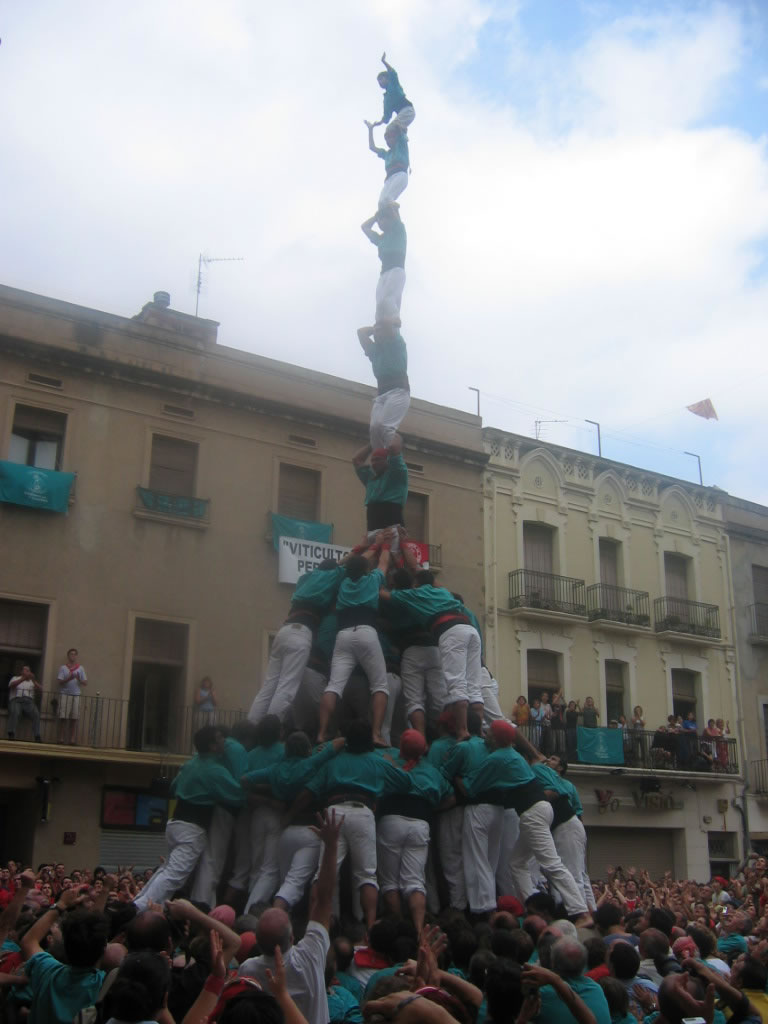
Pilar de 8 amb folre i manilles dels Castellers de Vilafranca

- Pilar de 8 amb folre i manilles dels Castellers de Vilafranca2 de 8 sense folre: la Bèstia indomable. Des que la Colla Joves Xiquets de Valls el va provar per primer cop, l'any 1987, fins al primer descarregat pels Castellers de Vilafranca, l'any 2010, es van dur a terme fins a 35 intents, sent tan sols 9 d'aquests arribats a carregar. Així doncs, la Bèstia indomable ha estat domesticada i descarregada en poques temporades i per només una colla. La dificultat d'aquest castell rau en la seva fragilitat i en la capacitat de la colla de tenir un nombre reduït de castellers capaços de no cometre cap error en la seva execució.
- 3 de 10 amb folre i manilles: el Colós. A conseqüència de les grans dimensions i quantitat de gent que necessita aquest castell, aviat va ser considerat pels mitjans de comunicació amb aquest nom, tot fent referència a immensa estàtua del déu Helios, construïda a l'Illa de Rodes i amb el nom de Colós de Rodes.

De la mateixa manera que hi ha denominacions popularitzades d'alguns castells, la combinació d'aquests a les diades també ha estat susceptible de rebre determinades denominacions. És a dir, que si s'assoleixen tots tres castells en una sola diada, l'actuació podrà rebre els següents qualificatius: 
- Clàssica de 7: 3 de 7, 4 de 7, 2 de 6.
- Clàssica de 8: 3 de 8, 4 de 8, 2 de 7.
- Tripleta de 8: 3 de 8, 4 de 8, 2 de 8 amb folre.
- Clàssica de 9: 3 de 9 amb folre, 4 de 9 amb folre, 2 de 8 amb folre.

- Tripleta Màgica: 3 de 9 amb folre, 4 de 9 amb folre, 5 de 8.
- Tripleta vilafranquina: 3 de 9 amb folre, 4 de 9 amb folre, 4 de 8 amb l'agulla.
- Tripleta neta (o sense folre): 3 de 9 sense folre, 4 de 9 sense folre, 2 de 8 sense folre.

La dificultat dels castells ve determinada per diferents factors: a) per l'alçada, b) pel nombre de rengles, c) pel reforç que requereixen, i d) per la tècnica utilitzada. D'aquesta manera, a) un castell serà més difícil com més alçada guanyi (per ex: el tres de vuit és més difícil que el tres de set), b) un castell és més difícil que un altre si, amb els mateixos pisos d'alçada, es compon de menys rengles (per ex: el dos de set és més difícil que el tres de set), exceptuant per a aquesta última variable els castells compostos, com ara el 5, el 6, el 7 o el 9, o els castells amb agulla, que són de major dificultat que els simples (per ex: el cinc de set o el quatre de set amb agulla són més difícils que el quatre de set), c) un castell té més dificultat quan, requerint reforços extres (folres i manilles), s'assoleix sense aquests reforços esmentats (per ex: el quatre de nou net és més difícil que el quatre de nou amb folre), i d) un castell té dificultats afegides depenent de la tècnica utilitzada (per ex: el tres de set aixecat per sota és més difícil que el tres de set).
Els castells de màxima dificultat es coneixen amb el nom de castells de gamma extra (Són el quatre de nou amb agulla, el cinc de nou, i el tres de nou amb agulla, que porten folre; el dos o torre de nou, el pilar de vuit, el tres de deu i el quatre de deu, que es fan amb folre i manilles; i el dos o la torre de vuit net, el quatre de nou net i el tres de nou net, que es fan sense folre.)
Tot i que els castells no es fan en cap mena de competició regular reglada (només hi ha un concurs pròpiament dit, que es realitza cada dos anys a Tarragona), en alguns mitjans existeixen classificacions anuals de les colles en funció d'una puntuació que s'atorga a cada castell, que ve determinada per la seva dificultat. Inicialment hi havia diversos tipus de puntuacions, però finalment l'any 2004 es creà la Taula de Puntuació Castellera Desc.20, consensuada entre l'organització del concurs de castells bianual de Tarragona i alguns periodistes castellers, de manera que, gairebé tots els mitjans que cobreixen el fet casteller oferint aquests tipus d'informació, segueixen una única classificació per temporada. Actualment s'usa la taula de puntuacions del concurs de castells més recent que s'hagi publicat.

## Finalització del castell

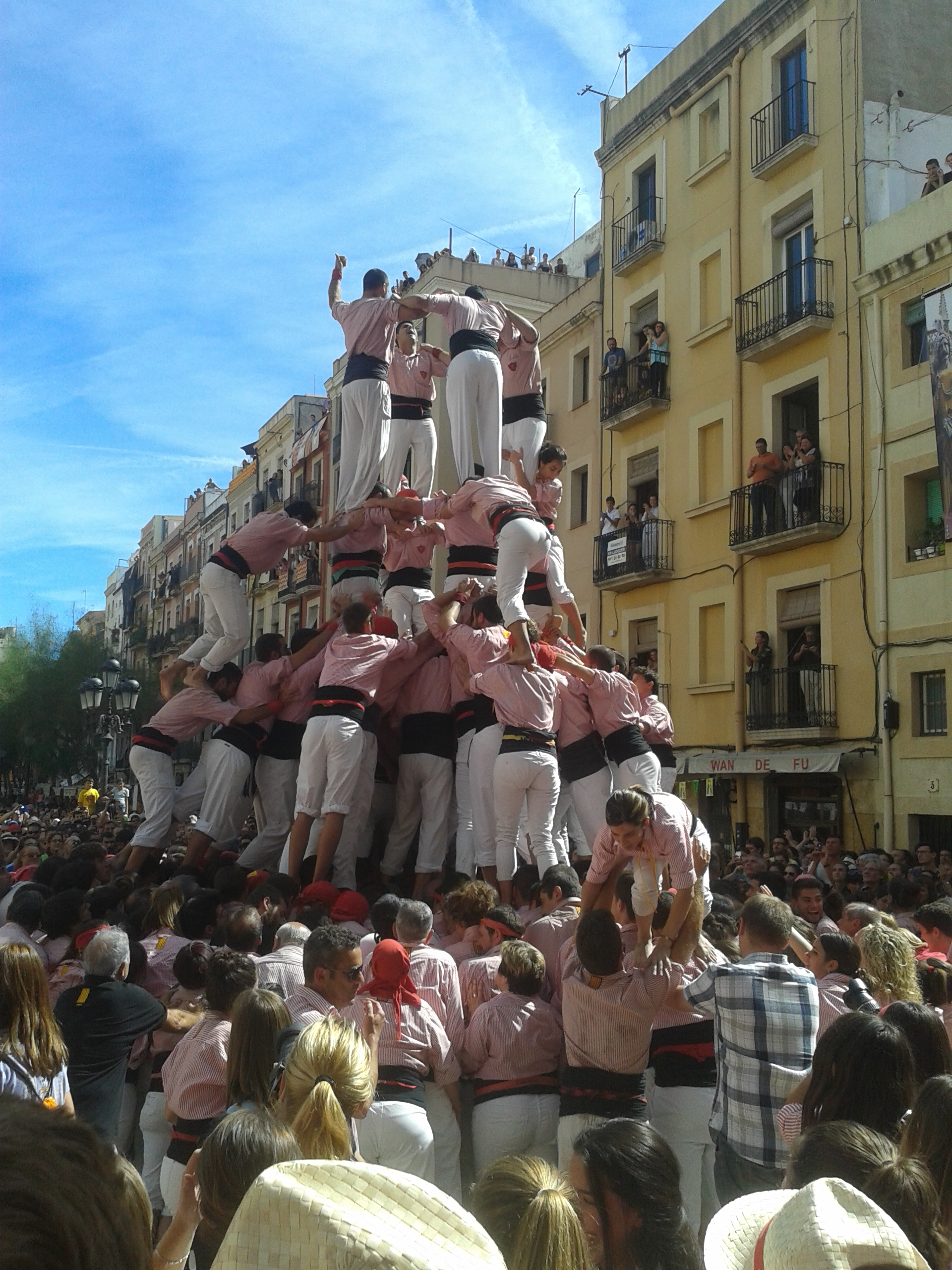
Els Xiquets de Tarragona descarregant un castell

Quan comença a erigir-se, un castell pot acabar de quatre formes diferents, de menor a major grau d'assoliment:
- Intent: Si el castell cau abans de carregar-se, es diu que ha estat un intent (o que el castell ha fet llenya).
- Intent desmuntat: Si l'enxaneta, o el castell, baixa abans de carregar el castell una vegada ha començat a tocar la música de les gralles, i es pot desfer ordenadament el castell, es diu que és un intent desmuntat.
- Carregat: Si el castell, després de fer l'aleta i no haver baixat tot el tronc cau, es diu que ha estat carregat.
- Descarregat: Si es carrega i també baixen la resta de castellers, el castell s'anomena descarregat.

## Les colles castelleres

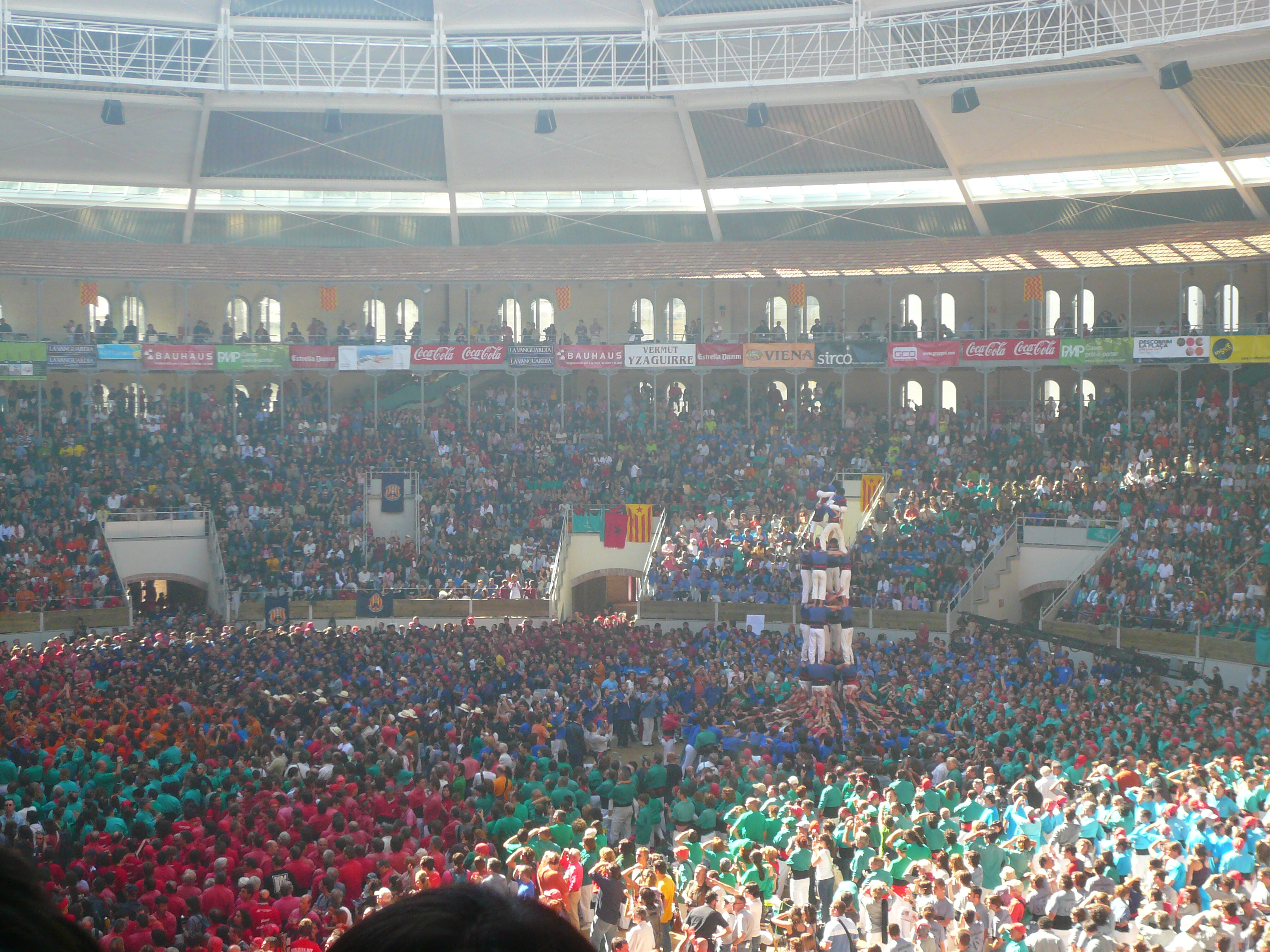
Diverses colles castelleres

Els castellers s'organitzen en colles castelleres, entitats que actuen plegades en les diverses actuacions castelleres que componen una temporada de castells. Segons el castell de més alçada assolit es diu que una colla castellera és una colla de sis, set, vuit, nou o de deu, i a aquests efectes els pilars es consideren una construcció de dos pisos més (és a dir, per exemple un pilar de cinc té dificultat de castell de set).

## Millors actuacions castelleres
3 Castells + Pilar(cal destacar que els llistats reflectits a continuació varien d'acord amb les diferents taules de puntuació del Concurs de Castells, que es canvia cada dos anys).
|    | Colla                    | Data       | Castell 1 | Castell 2  | Castell 3 | Pilar     |
| -- | ------------------------ | ---------- | --------- | ---------- | --------- | --------- |
| 1  | Colla Vella              | 27-10 2019 | 2d8sf     | 3d9sf (c)  | 4d9sf     | pd8fm     |
| 2  | Minyons de Terrassa      | 20-11 2016 | 4d10fm    | 3d10fm     | 3d9fa     | pd8fm     |
| 3  | Castellers de Vilafranca | 1-11 2015  | 3d10fm    | 2d8sf      | 3d9fa     | pd8fm     |
|    | Castellers de Vilafranca | 30-8 2017  | 3d10fm    | 2d8sf      | 3d9fa     | pd8fm     |
|    | Castellers de Vilafranca | 1-11 2017  | 3d10fm    | 2d8sf      | 3d9fa     | pd8fm     |
| 4  | Minyons de Terrassa      | 22-11 2015 | 4d10fm    | 3d10fm     | 3d9fa (c) | pd8fm     |
| 5  | Castellers de Vilafranca | 1-11 2016  | 3d10fm    | 4d9sf      | 3d9fa     | pd8fm     |
| 6  | Castellers de Vilafranca | 30-8 2013  | 3d10fm    | 4d9sf      | 4d9fa     | pd8fm     |
| 7  | Castellers de Vilafranca | 30-8 2016  | 3d10fm    | 4d10fm (c) | 3d9fa     | pd8fm     |
|    | Colla Vella              | 22-10 2017 | 4d9sf     | 4d10fm (c) | 2d8sf (c) | pd8fm     |
| 8  | Colla Vella              | 30-8 2016  | 3d10fm    | 4d9sf      | 4d9fa     | pd8fm (c) |
| 9  | Castellers de Vilafranca | 1-11 2012  | 4d9sf     | 2d9sm(c)   | 7d9f      | pd8fm(c)  |
| 10 | Castellers de Vilafranca | 1-11 2019  | 3d10fm    | 4d9sf      | 2d9fm     | pd8fm     |

3 millors castells
|    | Colla                    | Data       | Castell 1 | Castell 2 | Castell 3 |
| -- | ------------------------ | ---------- | --------- | --------- | --------- |
| 1  | Colla Vella              | 23-10 2016 | 4d10fm    | 3d10fm    | 4d9sf     |
| 2  | Colla Vella              | 27-10 2019 | 3d9sf(c)  | 2d8sf     | 4d9sf     |
| 3  | Castellers de Vilafranca | 2-10 2016  | 4d10fm    | 3d10fm    | 2d8sf     |
| 4  | Minyons de Terrassa      | 20-11 2016 | 4d10fm    | 3d10fm    | 3d9fa     |
| 5  | Castellers de Vilafranca | 6-10 2024  | 3d10fm    | 9d9f(c)   | 4d10fm(c) |
| 6  | Colla Vella              | 7-10 2018  | 2d8sf     | 4d9sf     | 3d10fm(c) |
| 7  | Castellers de Vilafranca | 7-10 2018  | 3d10fm    | 2d8sf     | 3d9fa     |
|    | Castellers de Vilafranca | 30-8 2017  | 3d10fm    | 2d8sf     | 3d9fa     |
|    | Castellers de Vilafranca | 1-11 2017  | 3d10fm    | 2d8sf     | 3d9fa     |
| 8  | Minyons de Terrassa      | 22-11 2015 | 4d10fm    | 3d10fm    | 3d9fa(c)  |
| 9  | Castellers de Vilafranca | 1-11 2016  | 3d10fm    | 4d9sf     | 3d9fa     |
| 10 | Castellers de Vilafranca | 30-8 2013  | 3d10fm    | 4d9sf     | 4d9fa     |
|    | Colla Vella              | 30-8 2016  | 3d10fm    | 4d9sf     | 4d9fa     |

## Concursos
Categoria principal: Concursos de castells

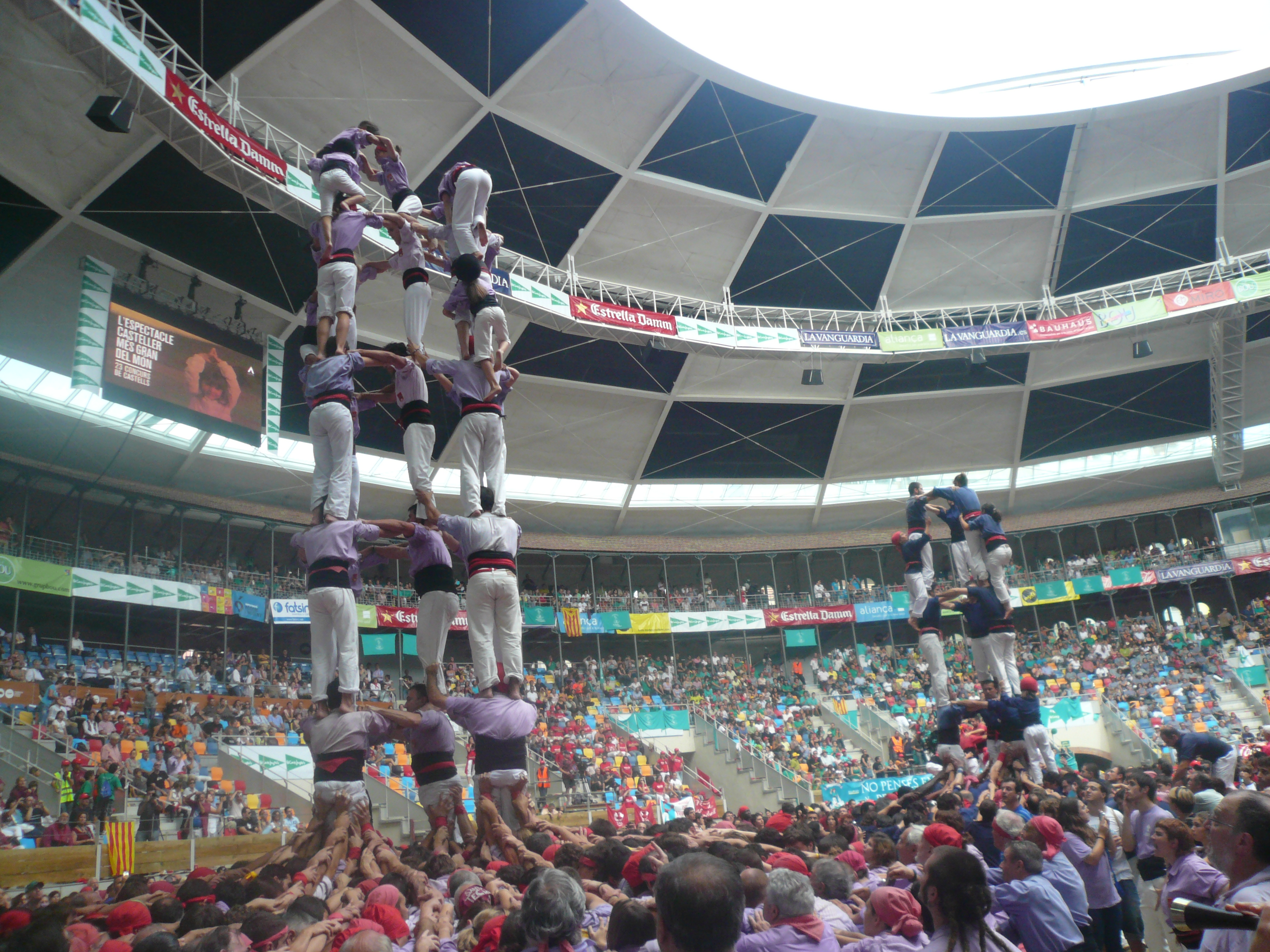
Concurs de castells de Tarragona

Les colles, ben conscients de l'excepcionalitat que suposa prendre part en una convocatòria competitiva i reglada, participen cada dos anys (ininterrompudament des de 1980) en un concurs de castells que s'organitza a la plaça de braus de Tarragona. És un acte únic i concret, del tot diferent a l'activitat habitual de les colles castelleres, en el qual, d'acord amb unes bases i unes puntuacions fetes per a l'ocasió, i sota l'autoritat d'un jurat format per castellers, les colles rivalitzen i competeixen per obtenir el millor lloc en una classificació que els donarà accés a premis en metàl·lic.
Cal deixar constància de la negativa a participar-hi dels Minyons de Terrassa (una de les millors colles del panorama casteller i una de les quatre primeres a haver realitzat castells de gamma extra). Des de posicionaments que la resta de colles consideren excessivament puristes, argumenten que no poden estar d'acord amb la imatge dels castells i del món casteller que es difon des d'aquests tipus d'esdeveniments. No entenen que es pugui establir una puntuació per als castells o que es faci pagar entrada per a una exhibició castellera.
Actualment, el concurs de castells de Tarragona, es divideix en tres jornades de competició en les que les colles han estat distribuïdes d'acord amb el nivell d'assoliments de la temporada.
La primera sessió té lloc a Torredembarra una setmana abans de les altres, i hi assisteixen les colles amb menys nivell. La setmana següent, dissabte, hi participen les colles "mitjanes" del món casteller i finalment, diumenge, competeixen les colles més grans de la temporada.

## El Museu Casteller
A la ciutat de Valls, hi ha el Museu Casteller de Catalunya, conegut amb el nom de Món Casteller – Museu Casteller de Catalunya.
Es tracta d'un projecte ideat fa més de 40 anys quan el vallenc Pere Català Roca apuntà la necessitat de la seva creació. Finalment però, l'any 2015 s'inicien les obres de construcció de l'edifici situat al Barri Antic de Valls. L'edifici, obra de l'arquitecte català Dani Freixes Melero i la seva empresa Varis Arquitectes compta amb la museografia dissenyada per l'empresa del museògraf i escenògraf Ignasi Cristià, guanyador del concurs públic. Així mateix, l'empresa Lavinia Spurna Visual és l'encarregada dels audiovisuals del Museu.
Amb l'obertura de Món Casteller – Museu Casteller de Catalunya, el 8 d'octubre de 2023, es va donar inici a un centre museístic i d'experiències únic al país, dedicat íntegrament i exclusivament al patrimoni immaterial dels castells.

## Música castellera

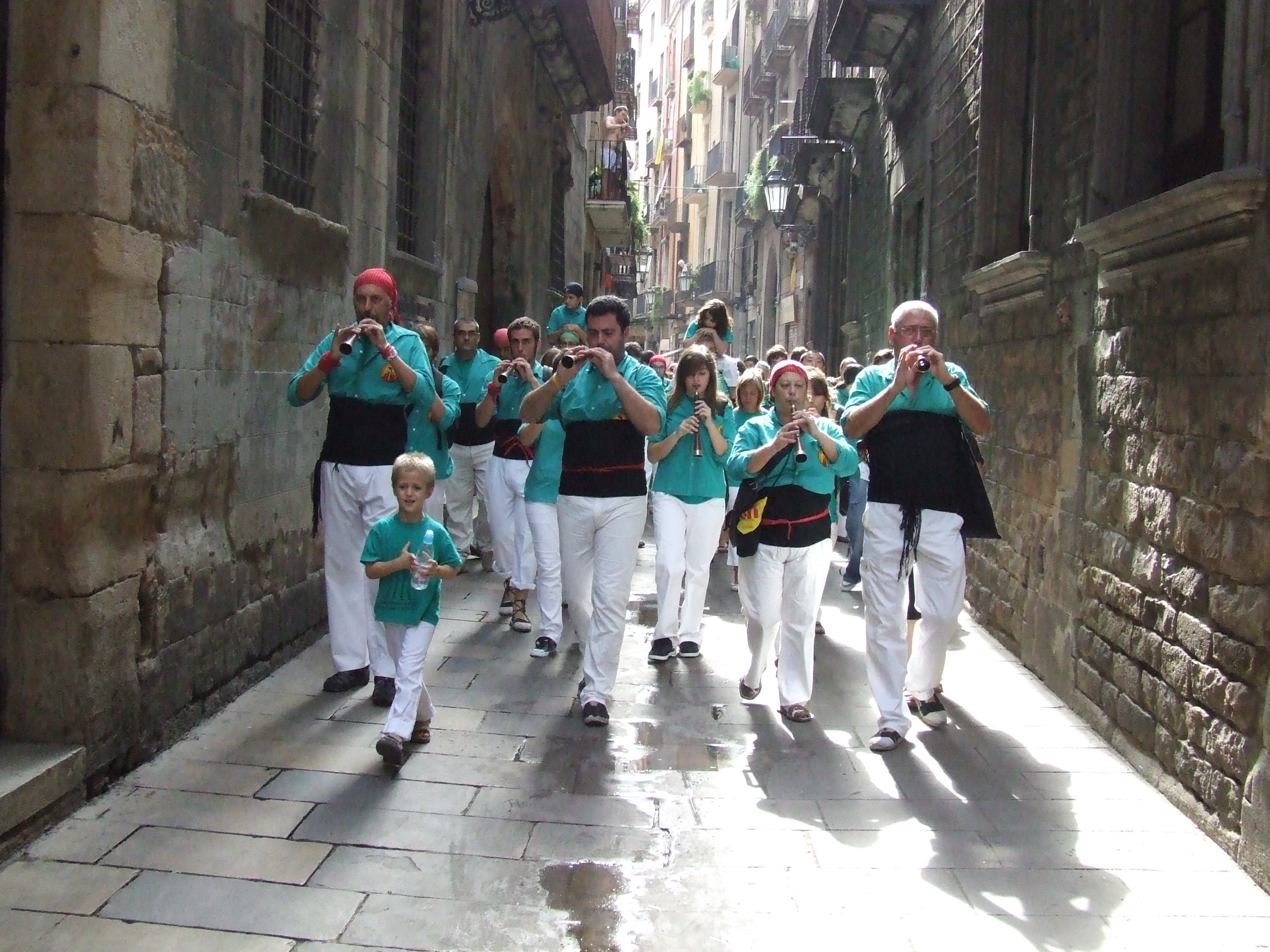
Grallers i tabalers dels Castellers de la Sagrada Família.

La música de les gralles indica l'evolució del castell, tant a l'hora de carregar com de descarregar. El grup es compon de grallers i tabalers. Així des de la pinya es pot saber com evoluciona el castell.
La peça que toquen durant l'evolució del castell s'anomena toc de Castells, i està composta per diverses parts. Es comença a tocar en funció del castell que s'està portant a plaça. Si es tracta d'un castell de 7, es començarà tocant a la pujada dels terços, i si és de vuit a la pujada de quarts, i així successivament fins que l'enxaneta corona el castell, i es toca l'aleta. Tot seguit es comença a tocar la baixada, fins a arribar a la sortida, que indica que el castell ha estat satisfactòriament descarregat.

## Diades castelleres
Categoria principal: Diades castelleres

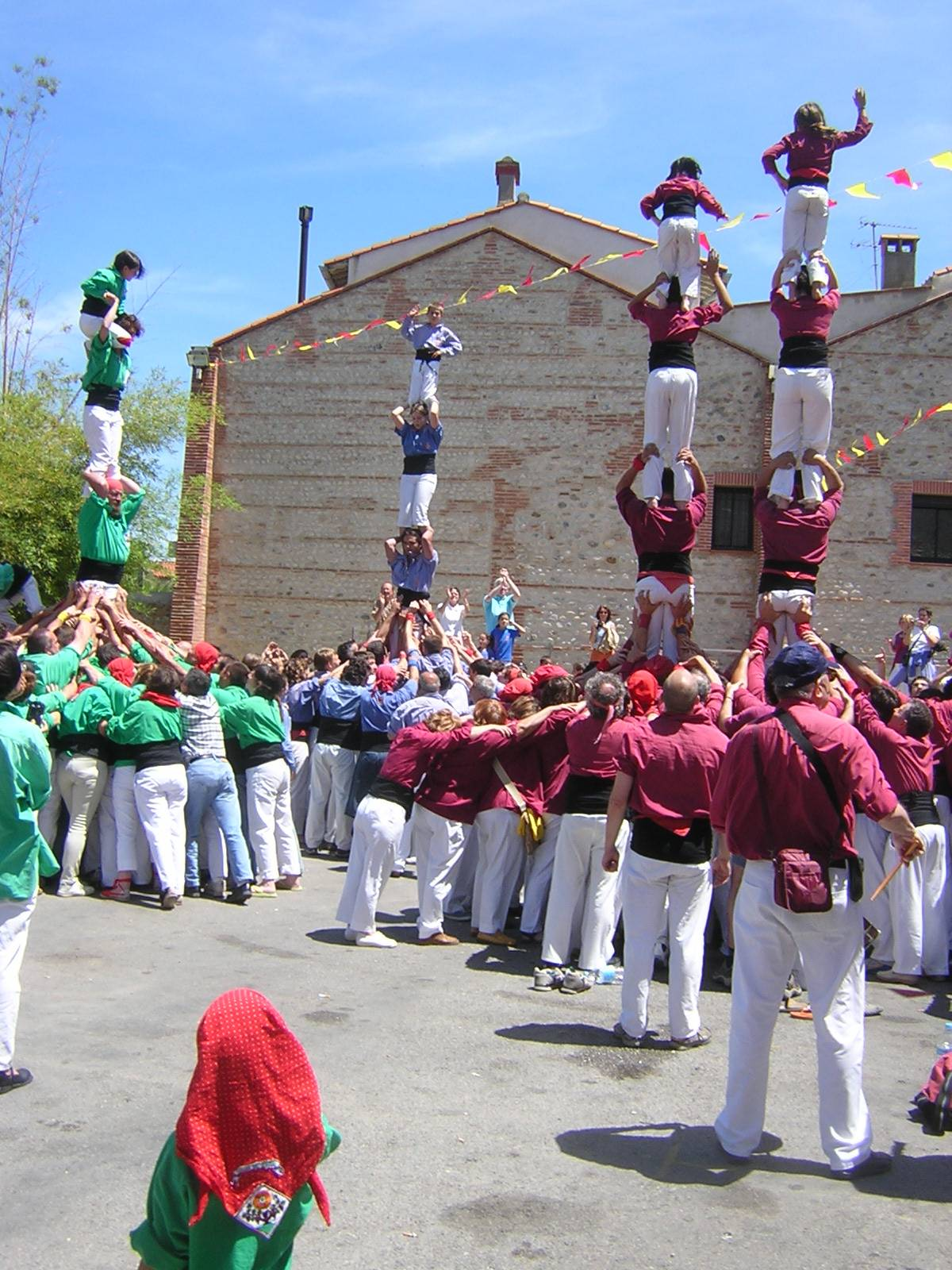
Pilars a la Trobada castellera de Baó del 2005

En les diades castelleres cada colla acostuma a aixecar tres castells i un pilar de comiat. L'ordre d'actuació varia segons la diada i la plaça. Hi ha actuacions on l'ordre de totes les colles es realitza per sorteig (Diada de Sant Fèlix, Concurs de castells), n'hi ha d'altres on la colla local escull el seu ordre de sortida i la resta de colles ho fan per sorteig, i hi ha actuacions on l'ordre el consensuen els caps de colla, etc. Antigament, les colles actuaven simultàniament. Els darrers anys s'han fet algunes proves d'actuacions "a l'antiga" que han servit per a plantejar mecanismes per agilitzar les exhibicions castelleres.

### Diades destacades
Durant la temporada hi ha diades castelleres que per tradició, història i/o nivell de les colles i dels castells que s'hi intenten, destaquen en el calendari:
- 24 de juny, Sant Joan - Plaça del Blat de Valls
- Primer diumenge després de Sant Pere (29 de juny) Festa Major - Raval de Montserrat de Terrassa
- Diumenge anterior a Les Santes (27 de juliol) Diada de Les Santes en la Festa Major de Mataró
- Dissabte anterior al 5 d'agost (Mare de Déu de les Neus), Festa Major de Vilanova i la Geltrú
- 15 d'agost, Mare de Déu d'Agost - La Bisbal del Penedès
- Quart cap de setmana d'agost (dissabte) Festa Major - Plaça de la Vila del Catllar.
- Quart diumenge d'agost - Festa Major de L'Arboç i Festa Major d'Igualada
- 30 d'agost, Diada de Sant Fèlix - Plaça de la Vila de Vilafranca del Penedès
- Diumenge de setembre anterior a Santa Tecla (23 de setembre) (Diada Primer Diumenge de les Festes de Santa Tecla) - Plaça de la Font (Tarragona)
- 23 de setembre, Festes de Santa Tecla de Tarragona - Plaça de la Font de Tarragona
- 24 de setembre, Diada de colles locals de La Mercè - Plaça Sant Jaume de Barcelona
- Diumenge de setembre més proper a La Mercè (24 de setembre), Diada històrica de la Mercè - Plaça Sant Jaume de Barcelona
- Primer cap de setmana d'octubre dels anys parells - Plaça de braus de Tarragona (Concursos de castells)
- Primer diumenge d'octubre dels anys imparells - Diada del Mercadal a Reus
- Diumenge més proper a Santa Teresa (15 d'octubre) - Diada de Santa Teresa a la Plaça Vella del Vendrell
- Primer diumenge després de Santa Úrsula (21 d'octubre) - Diada de Santa Úrsula a la Plaça del Blat de Valls
- Dissabte més proper a Santa Úrsula - Diada de l'Esperidió al Pla de la Seu de Tarragona
- Diumenge més proper a Sant Narcís (25 d'octubre) - Diada de Sant Narcís a la Plaça del Vi de Girona
- 1 de novembre, Tots sants - Plaça de la vila de Vilafranca del Penedès
- Tercer cap de setmana de novembre, Diada dels Minyons de Terrassa - Raval de Montserrat de Terrassa

## Patrimoni Cultural Immaterial de la Humanitat per la UNESCO

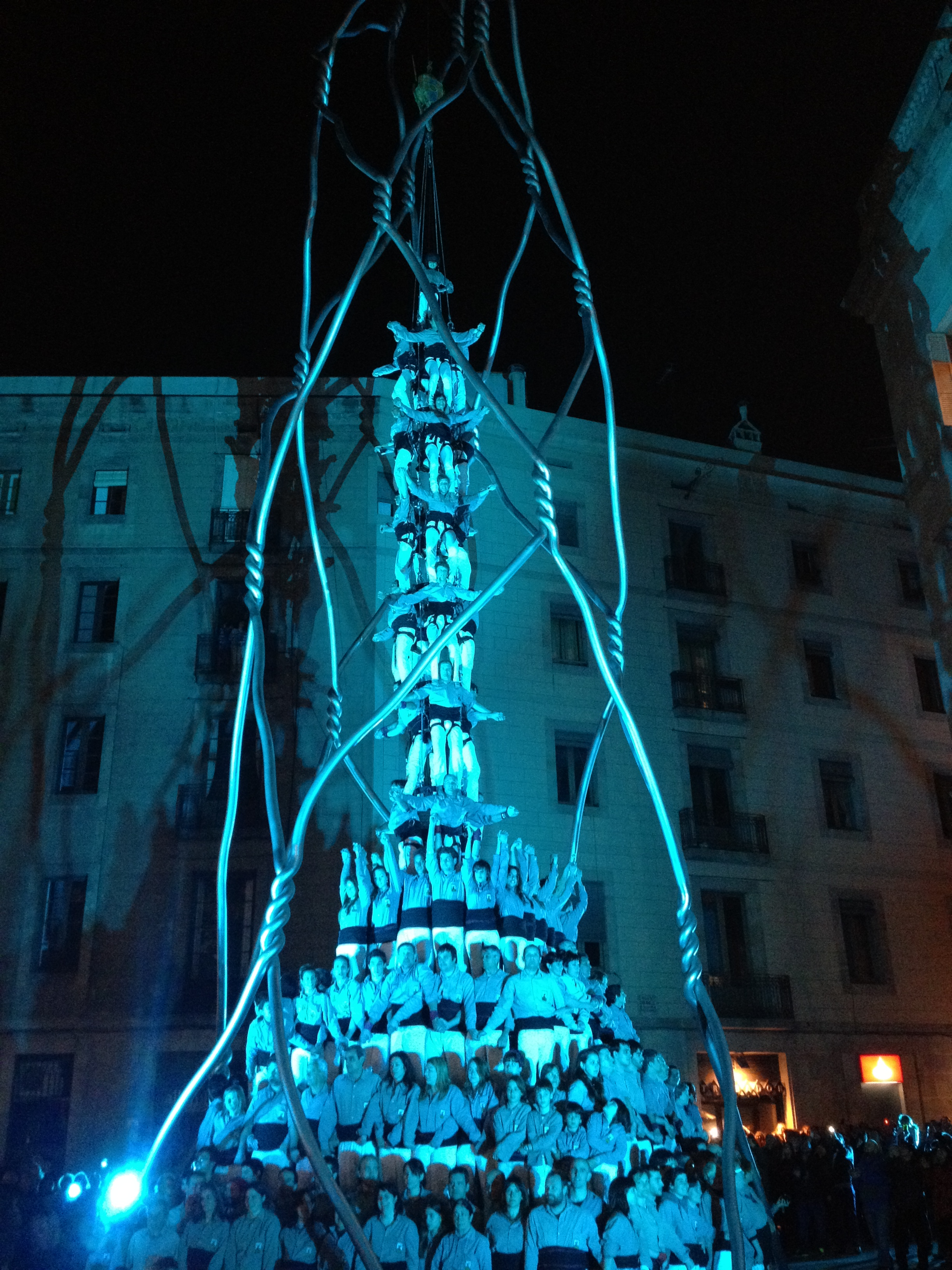
Acció artística castellera dins del monument Homenatge als castellers

La iniciativa perquè els castells fossin reconeguts Patrimoni Immaterial de la Humanitat per la UNESCO va sorgir en el 2006 de la mà de Jordi Roigé, editor de la revista Castells. L'abril de 2007, en la primera Nit de Castells feta a Valls, es va fer la primera proclamació pública d'aquesta aspiració. Aviat, la candidatura va aconseguir un bon suport social arreu del país, que es va traduir, entre d'altres, en una declaració solemne de suport per part del Parlament de Catalunya, amb la unanimitat de tots els grups polítics, l'abril de 2008.
La comissió de seguiment va estar integrada per la revista Castells, la Generalitat de Catalunya, la Coordinadora de Colles Castelleres i el centre UnescoCat. El juliol de 2009 l'Estat Espanyol va aprovar la proposta i la demanda es va formalitzar el 28 d'agost de 2009, a la seu de la UNESCO a París, amb la presentació del Dossier de Candidatura dels Castells.
Finalment, el 16 de novembre de 2010 la candidatura va ser aprovada per un comitè de la UNESCO reunit a Nairobi (Kenya), entrant a formar part del Patrimoni Cultural Immaterial de la Humanitat, dins un grup exclusiu d'uns 200 elements de tot el món reconeguts per la seva singularitat.
| «                                               | (anglès) Human towers are recognized by Catalan people as an integral part of their cultural identity, transmitted from generation from generation and providing community members a sense of continuity, social cohesion and solidarity. | (català) El poble català reconeix els castells com a part integral de la seva identitat cultural, transmesa de generació en generació, que dona als membres de la seva comunitat un sentit de continuïtat, cohesió social i solidaritat. | » |
| — Comitè intergovernamental de la UNESCO (2010) | | |   |

## Periodisme de castells

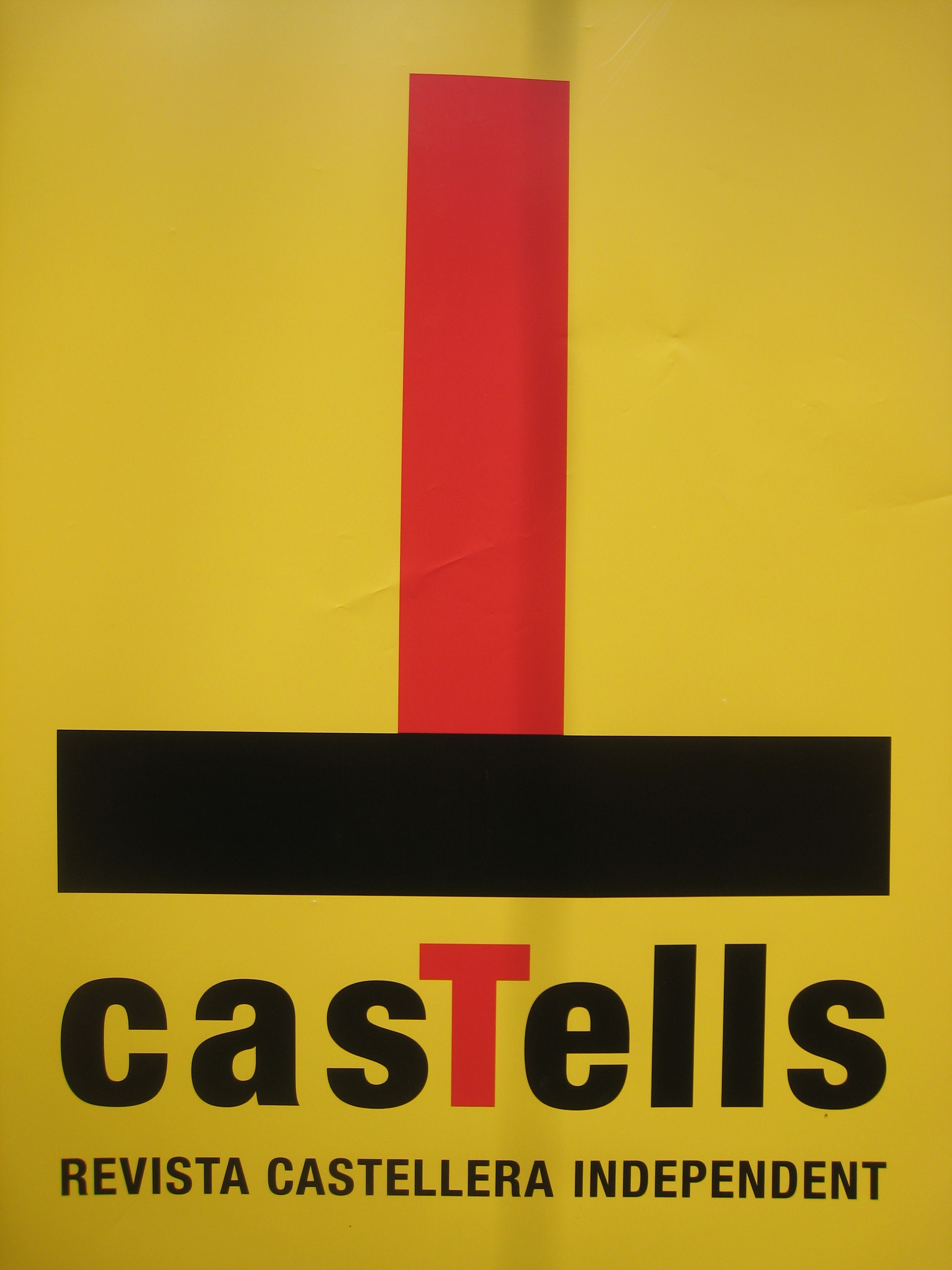
Cartell de la revista Castells

Hi ha un periodisme especialitzat de castells, que en alguns casos participa en les retransmissions en directe d'algunes actuacions. També hi ha diverses publicacions i programes televisius i radiofònics. El programa 3 rondes de Catalunya Ràdio està dirigit al món casteller d'anàlisi, reflexió i valoració de l'actualitat castellera i està presentat per Josep Almirall i David Prats. A Televisió de Catalunya s'hi emet també des del 2005 el programa Quarts de nou, un informatiu de l'actualitat del món casteller presentat per Elisabet Carnicé i des del 2004 s'edita de forma bimestral la revista Castells, d'informació i divulgació del fet casteller.
d'Itàlia i Sicília.
- Govindes construccions humanes tradicionals a Bombai.

## Monuments castellers
Són bastant nombrosos, arreu de Catalunya, els monuments dedicats als castellers o al món casteller (llista de monuments castellers). La gran majoria d'aquests són de caràcter figuratiu, com els Monument als Xiquets de Valls, de Josep Busquets (1969), el Monument als castellers de Vilafranca del Penedès, de Josep Cañas (1963), o el més recent Monument als castellers de Tarragona, obra de Francesc Anglès (1999). A Barcelona, l'Homenatge als castellers d'Antoni Llena (2012) també juga amb la verticalitat i la idea d'esforç col·lectiu pròpia dels castells, però l'expressa de forma simbòlica.